# 訃報 2020年3月
訃報 2020年3月（ふほう 2020ねん3がつ）では、2020年3月に物故した、又は物故が報じられた人物についてまとめる。

## (1日 - 15日)

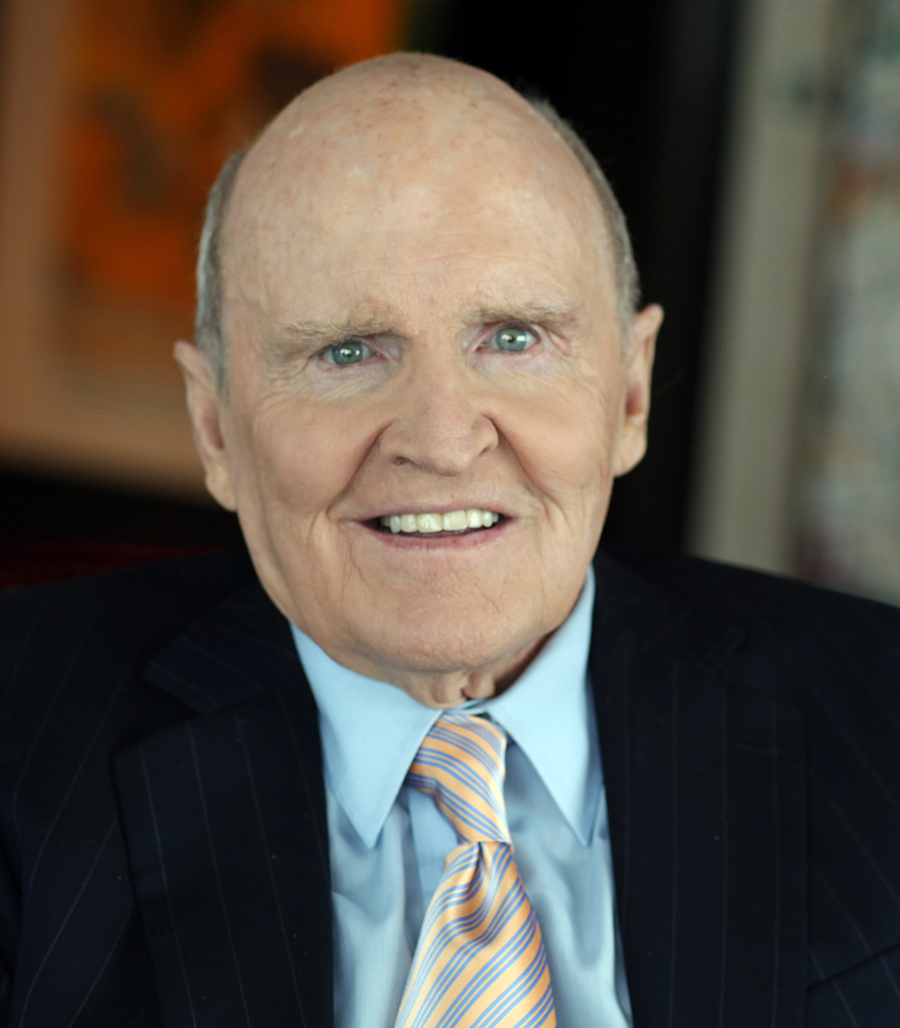
ジャック・ウェルチ／3月1日没

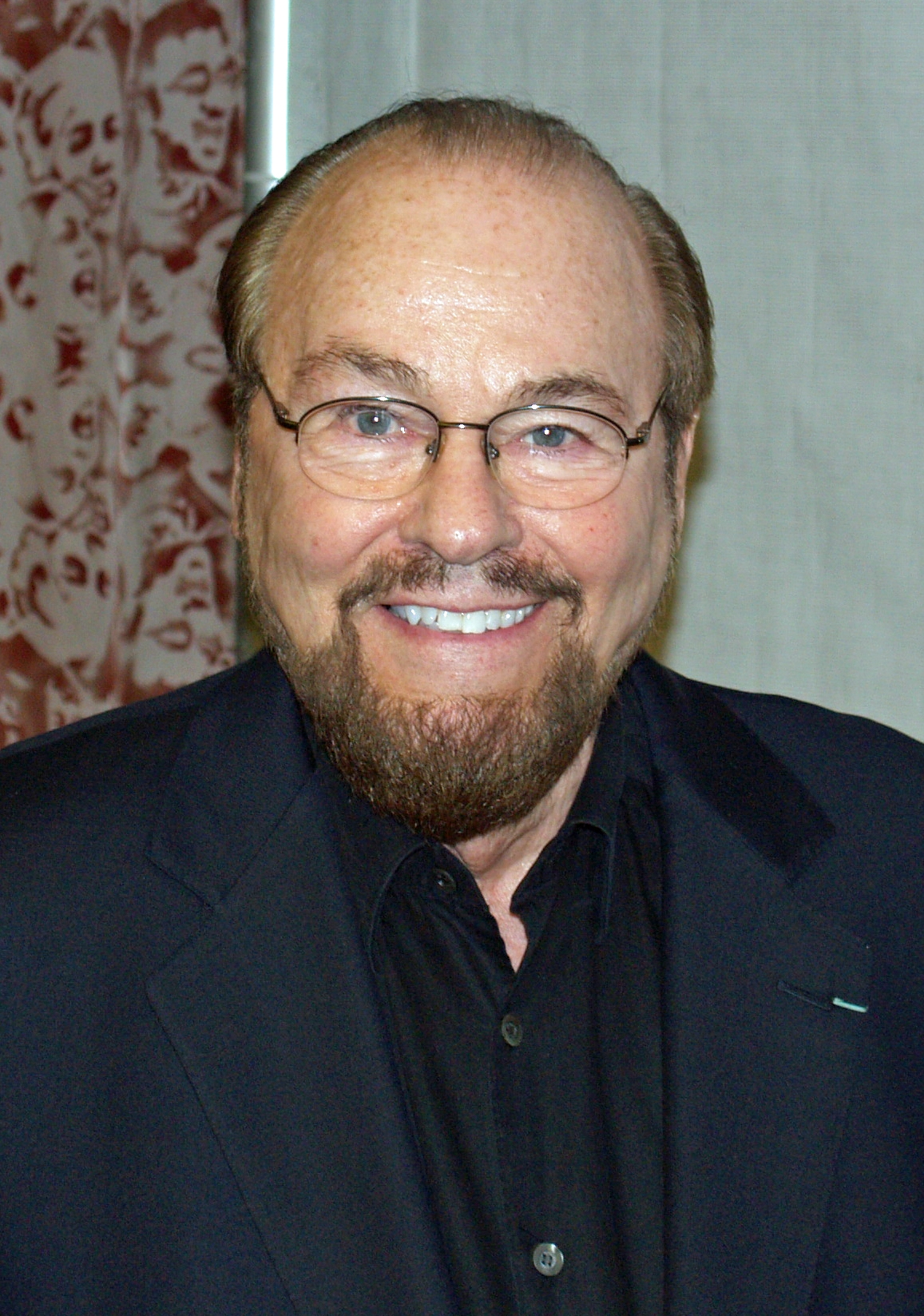
ジェームズ・リプトン／3月2日没

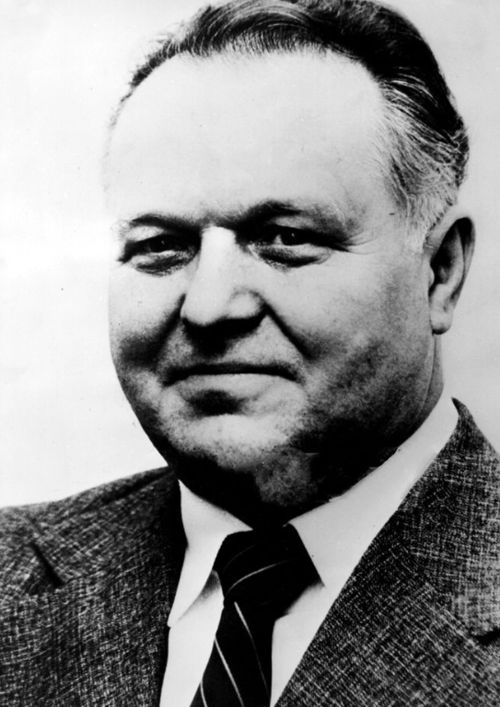
スタニスワフ・カニャ／3月3日没

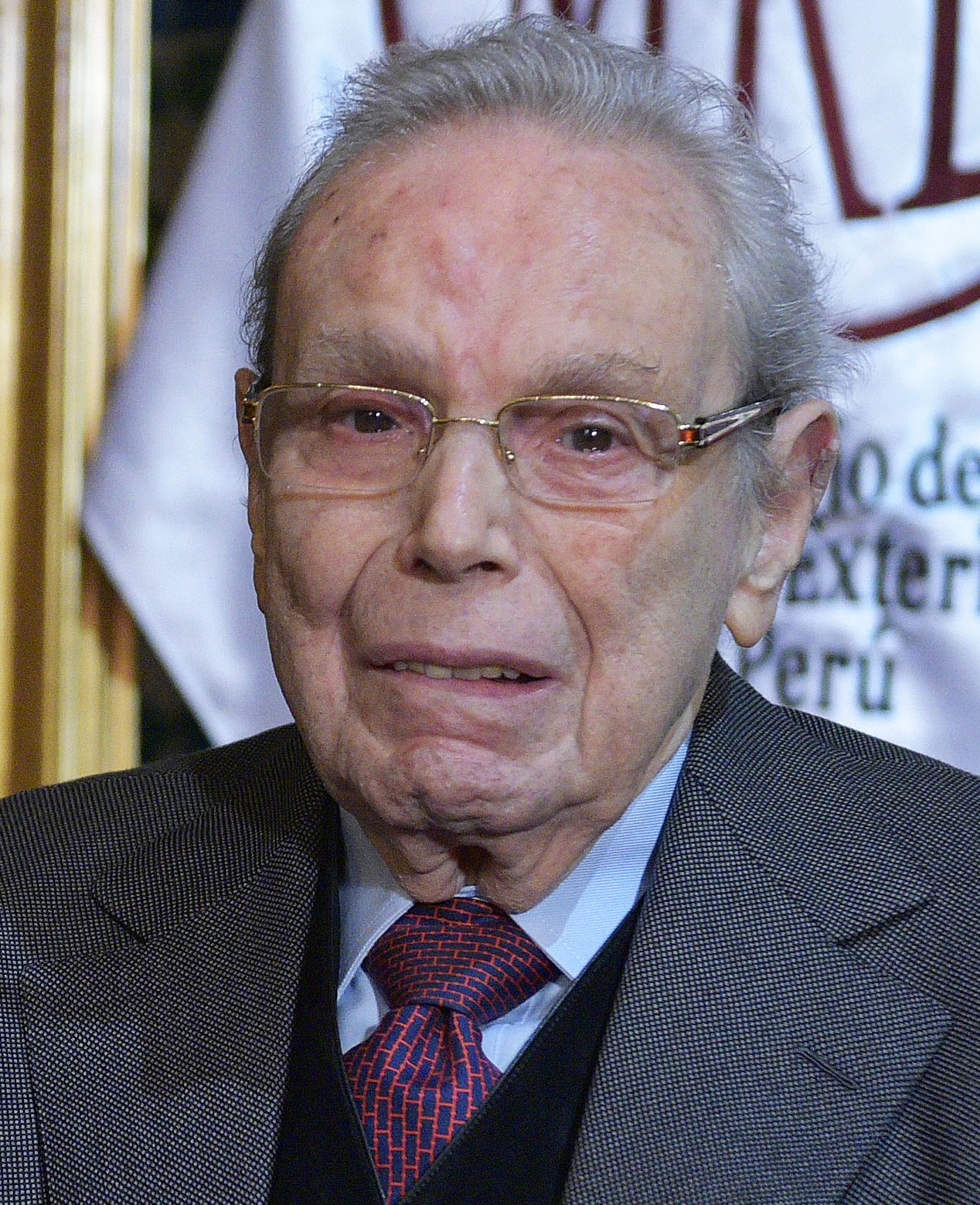
ハビエル・ペレス・デ・クエヤル／3月4日没

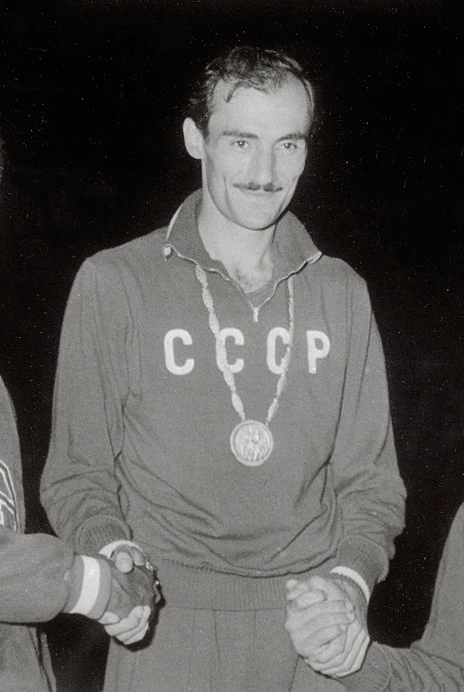
ロベルト・シャフラカージェ／3月4日没

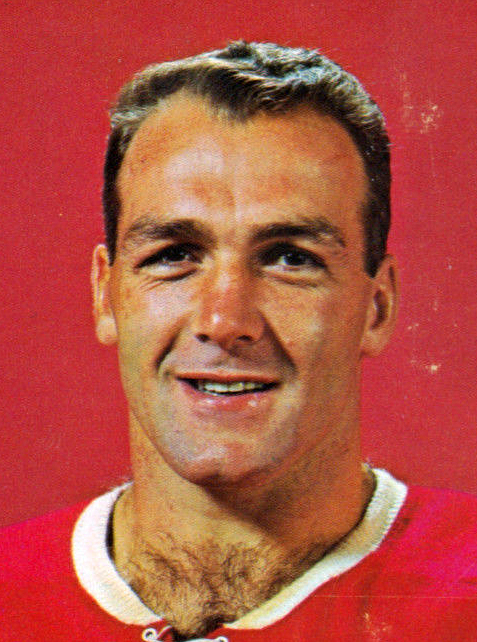
アンリ・リシャール／3月6日没

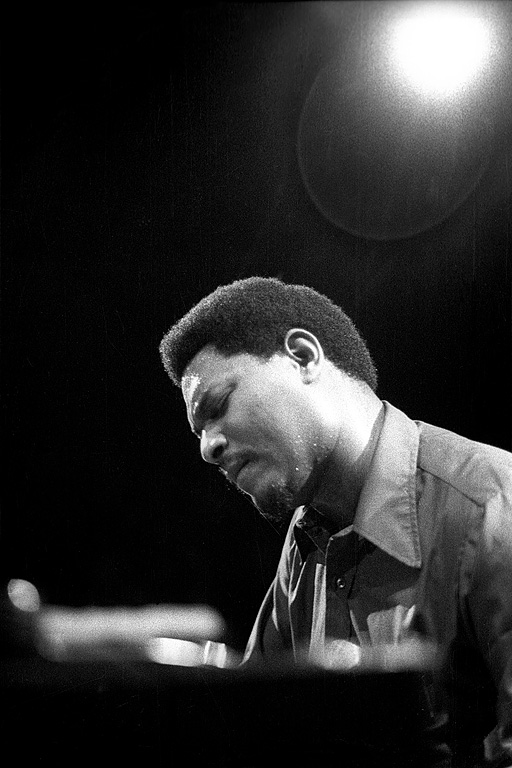
マッコイ・タイナー／3月6日没

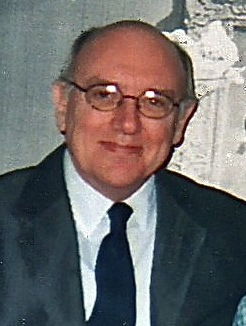
マート・クロウリー／3月7日没

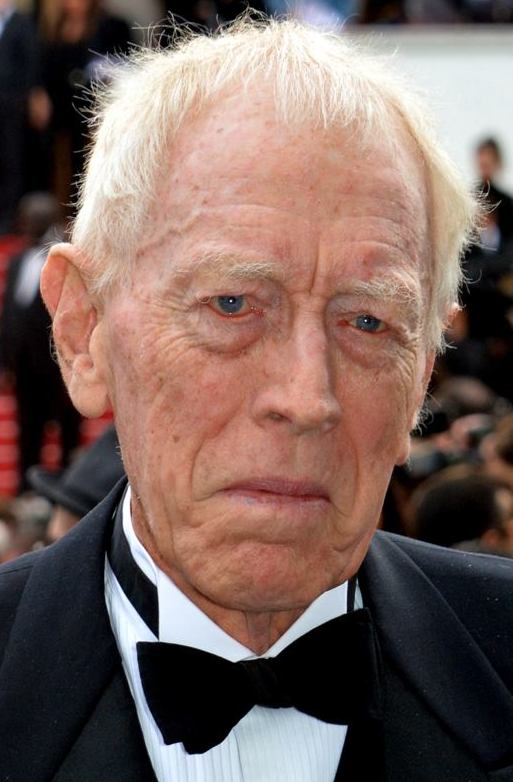
マックス・フォン・シドー／3月8日没

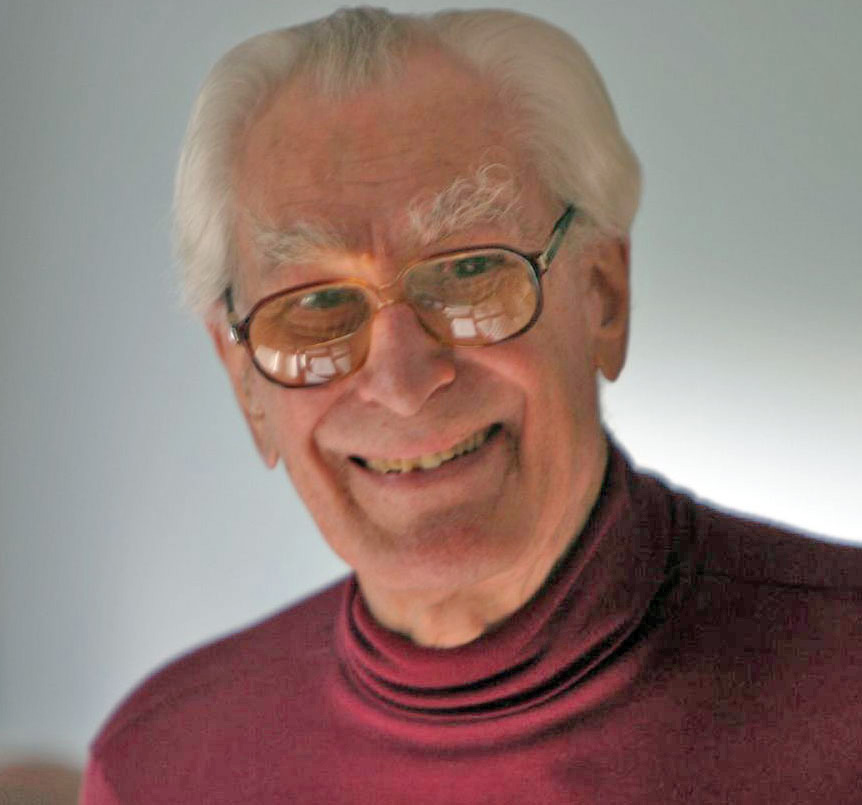
リチャード・K・ガイ／3月9日没

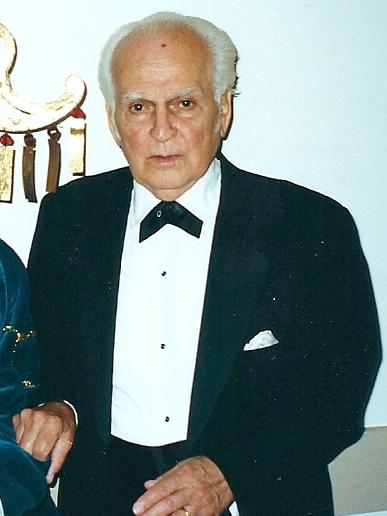
アントン・コッポラ／3月9日没

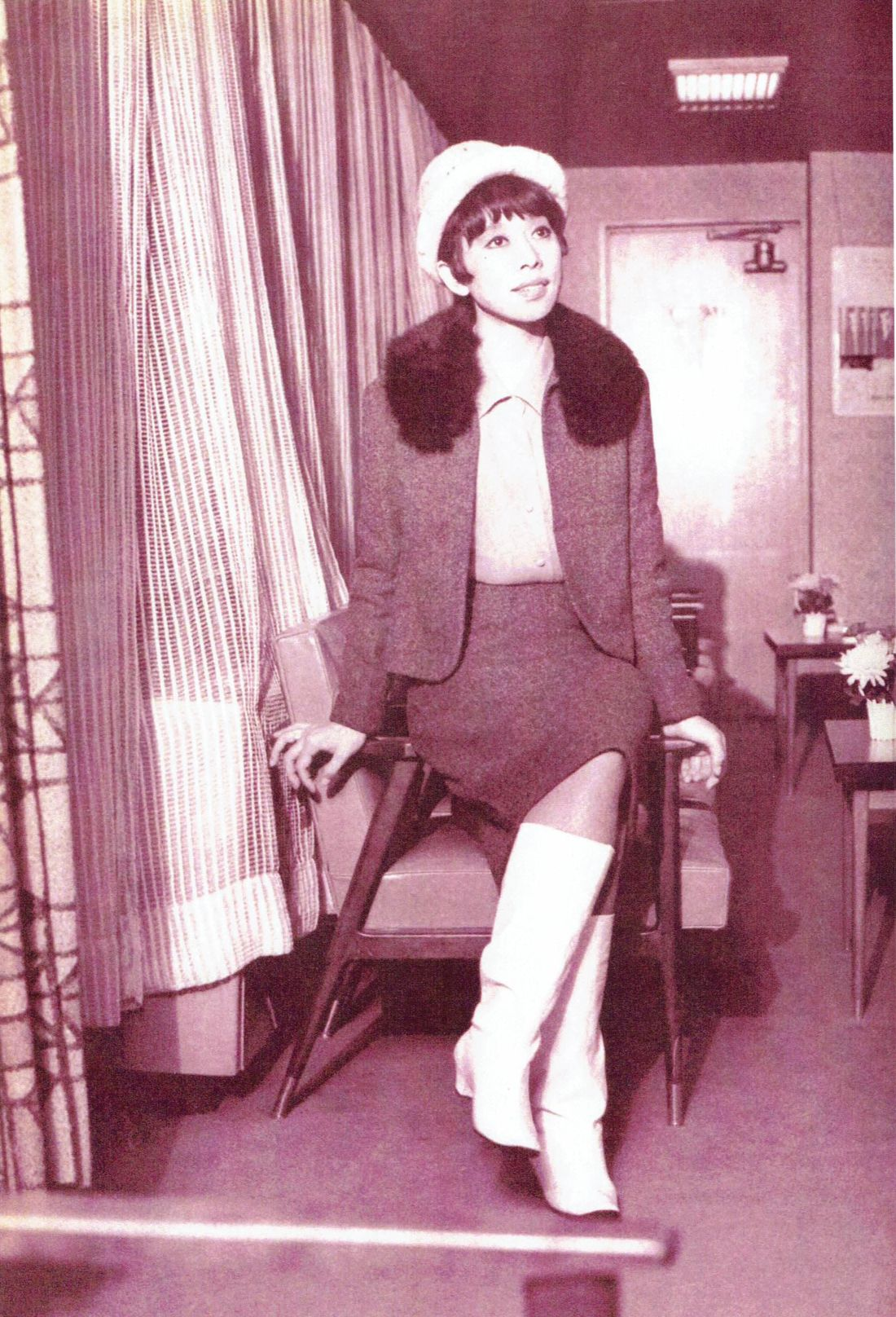
眞帆志ぶき／3月9日没

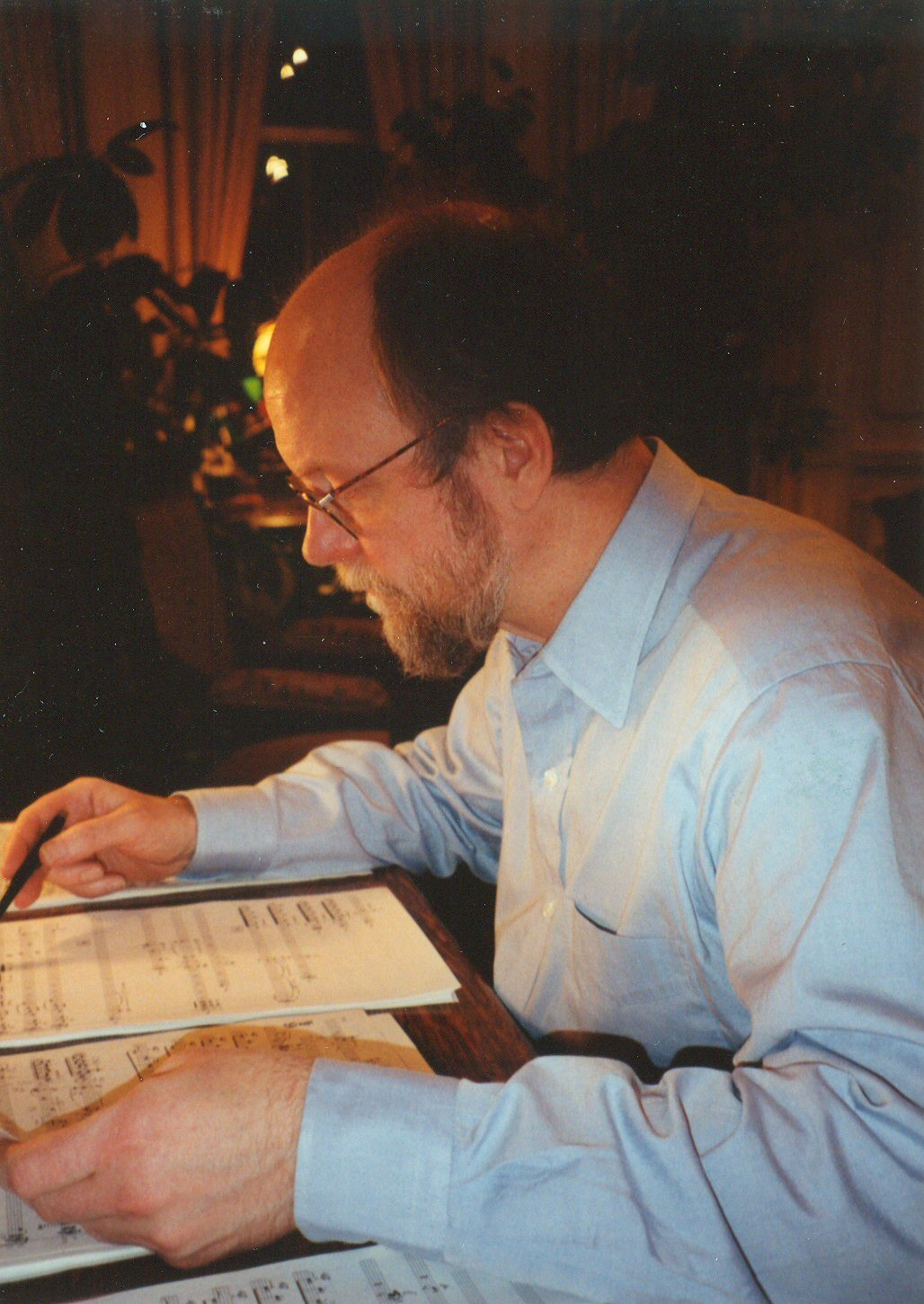
チャールズ・ウォリネン／3月11日没

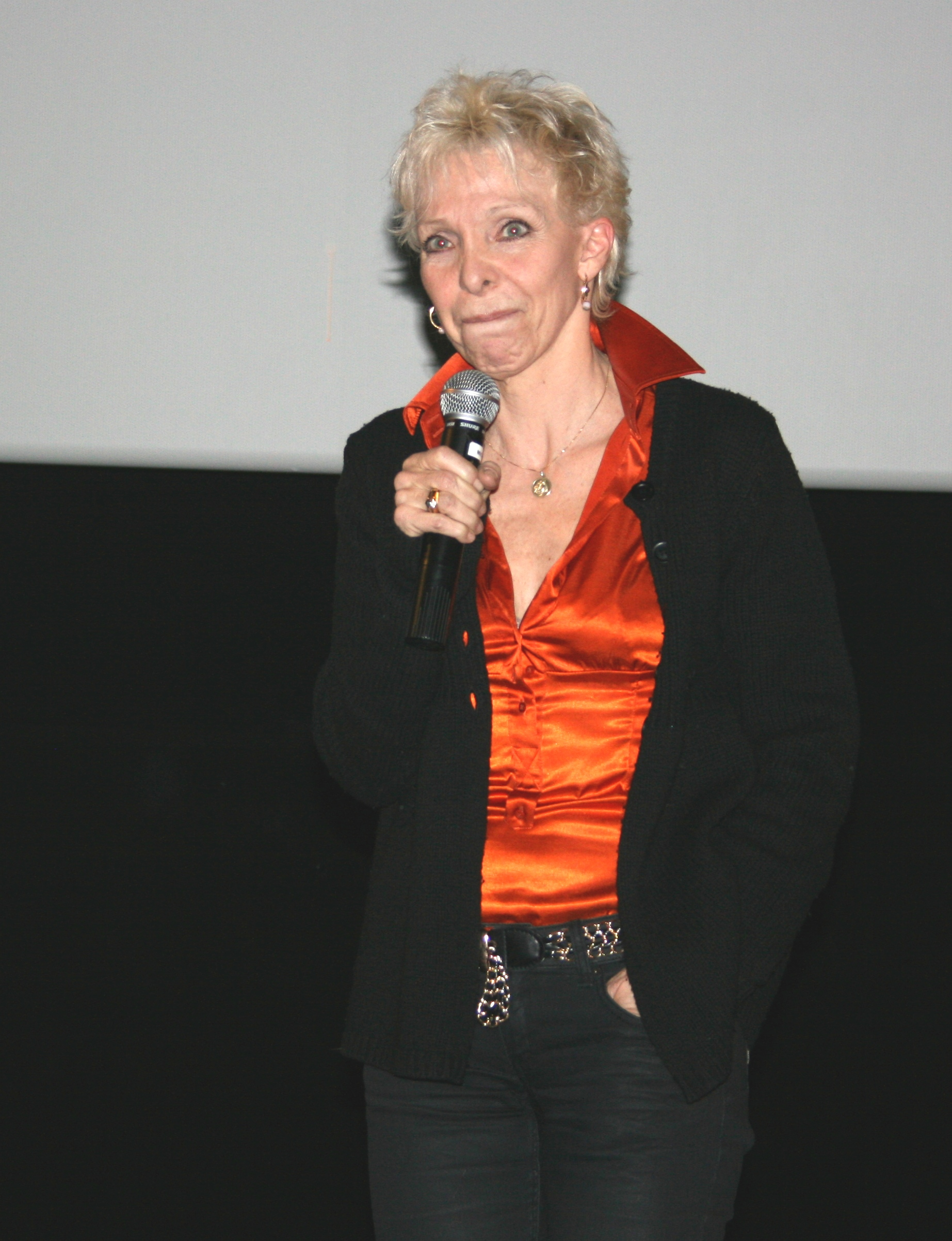
トニー・マーシャル／3月12日没

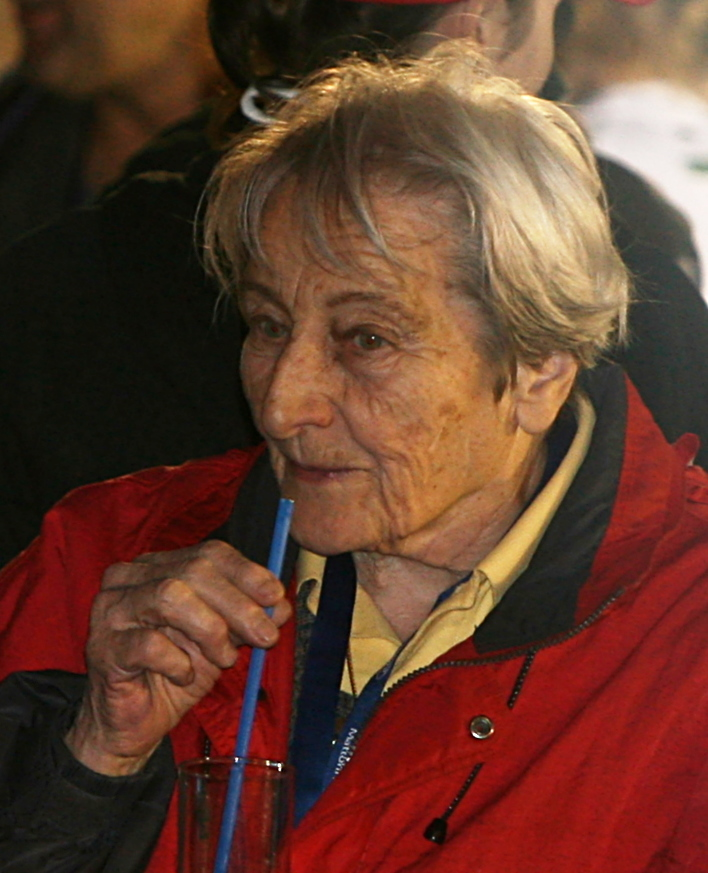
ダナ・ザトペコワ／3月13日没

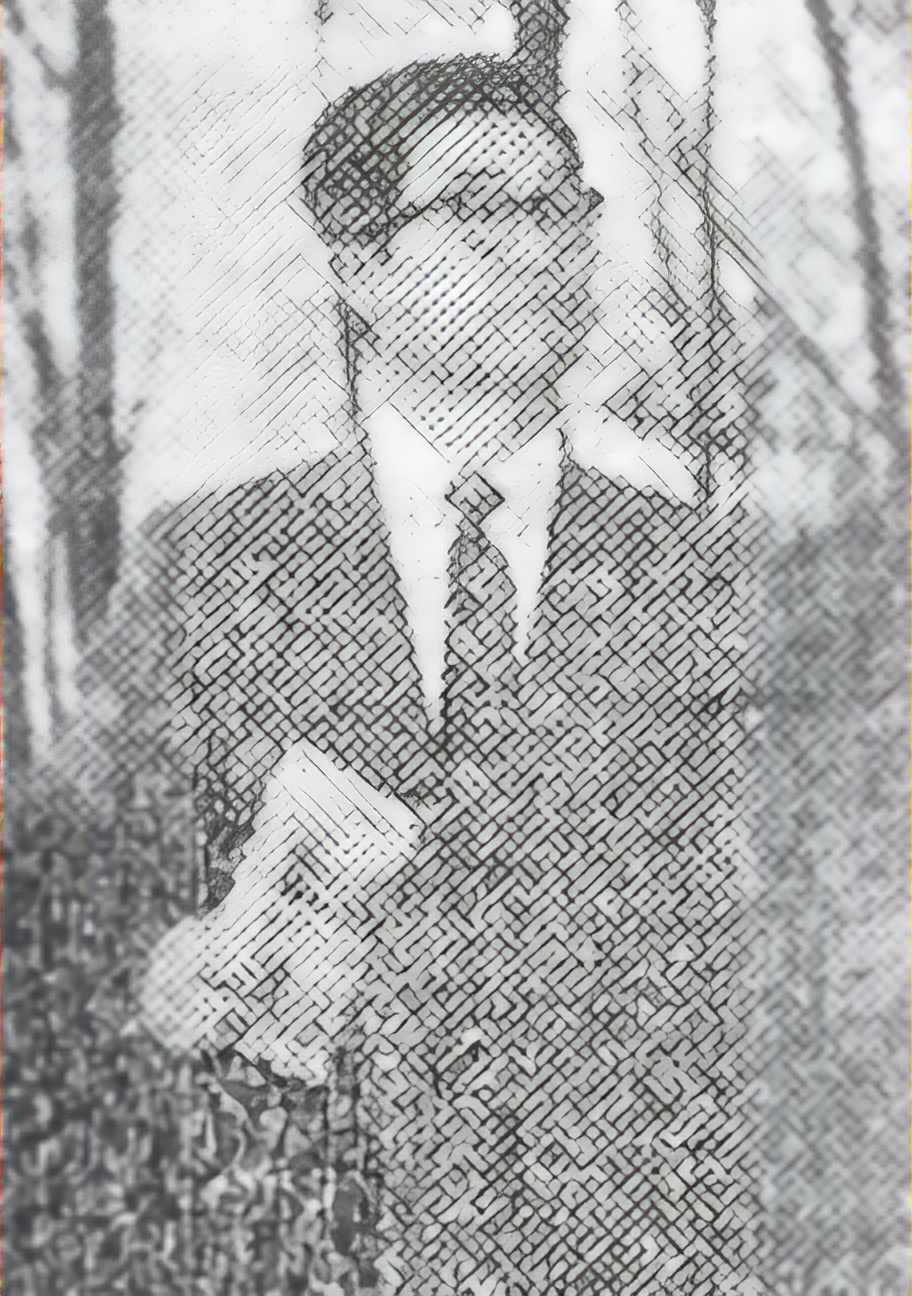
文徳守／3月13日没

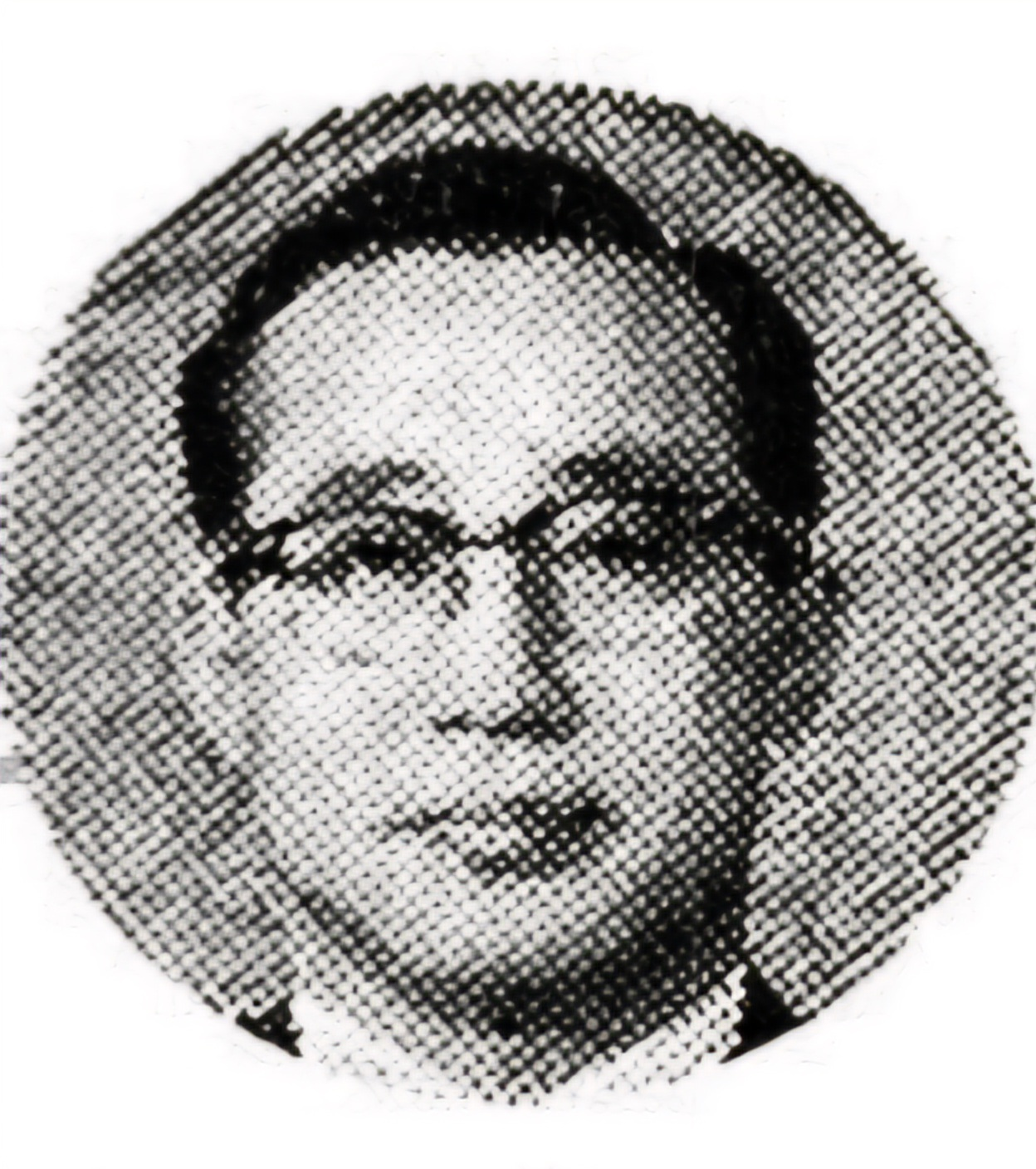
李承潤／3月13日没

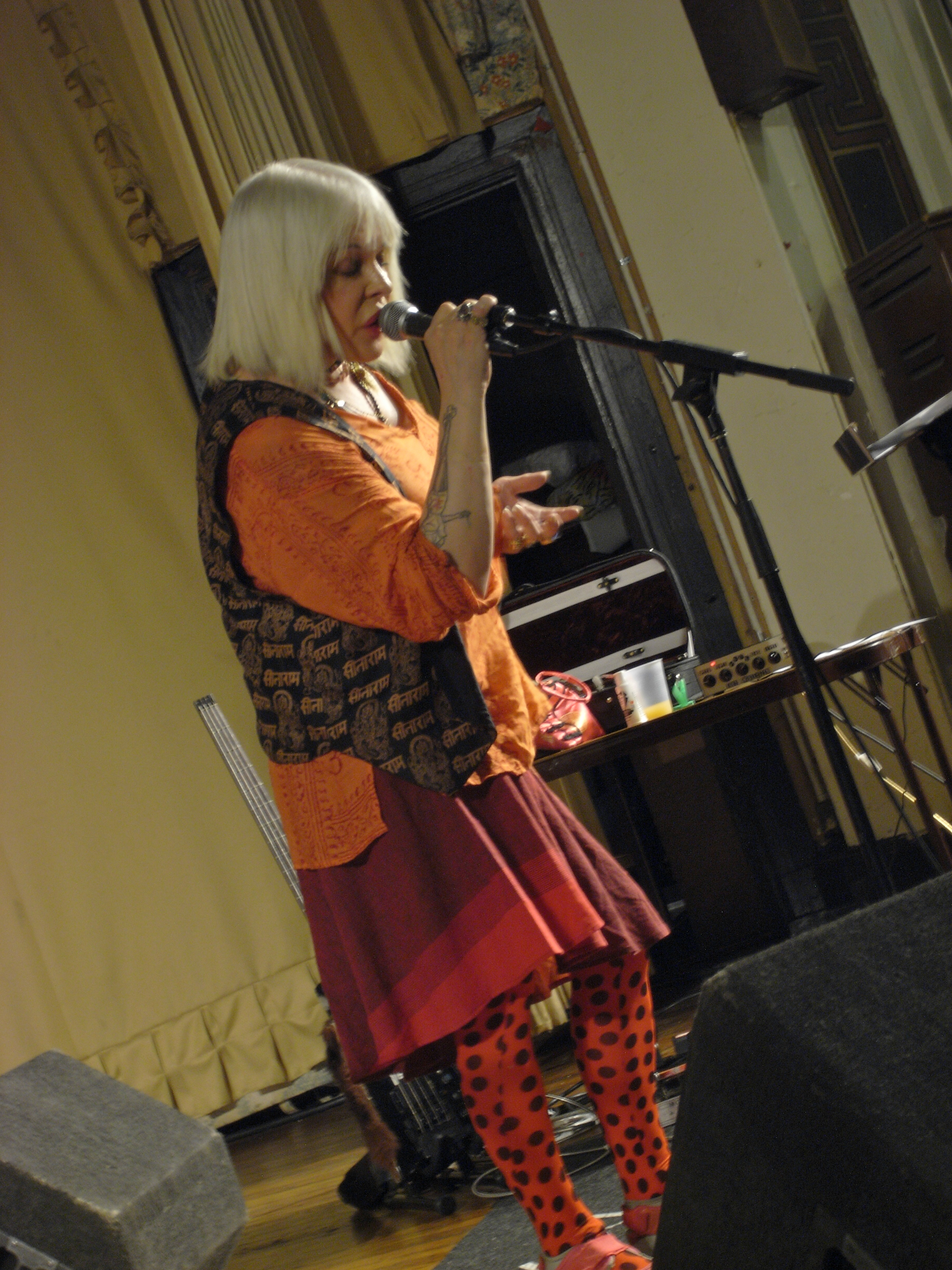
ジェネシス・P・オリッジ／3月14日没

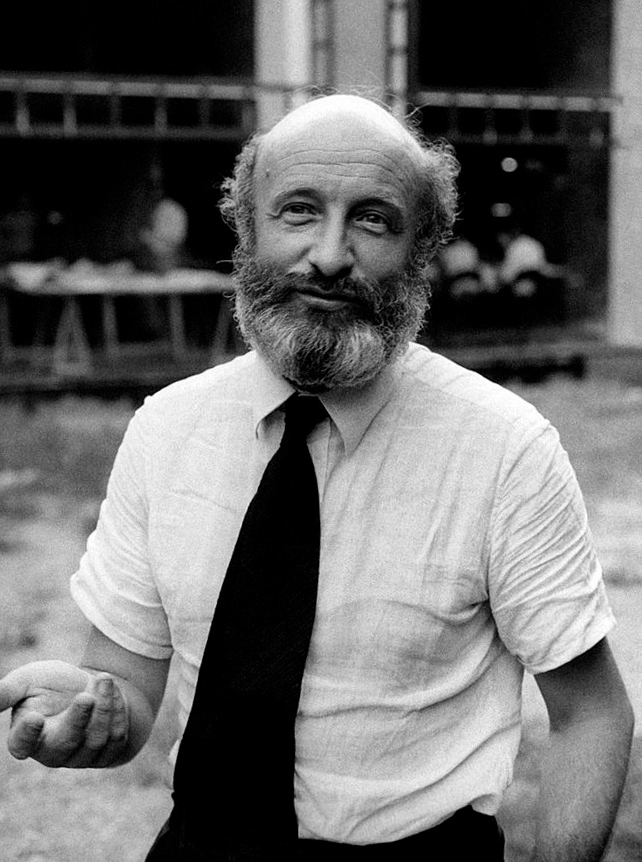
ヴィットリオ・グレゴッティ／3月15日没

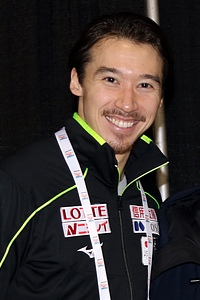
クリス・リード／3月15日没

- 3月1日 - エルネスト・カルデナル（スペイン語版）、ニカラグアの詩人、カトリック教会神父、元文化大臣（* 1925年）[1]
- 3月1日 - 中村正䡄、日本の小説家、直木賞受賞者（* 1928年）[2]
- 3月1日 - 野村浩一、日本の政治思想史学者、立教大学名誉教授（* 1930年）[3]
- 3月1日 - 小倉正史、日本の美術評論家、翻訳家（* 1934年）[4]
- 3月1日 - ジャック・ウェルチ、アメリカ合衆国の実業家、元ゼネラル・エレクトリックCEO（* 1935年）[5]
- 3月1日 - 仙元誠三、日本の撮影監督（* 1938年）[6]
- 3月1日 - 野間美喜子、日本の弁護士、元戦争と平和の資料館ピースあいち館長（* 1940年?）[7]
- 3月1日 - 伊井伸、日本の建築家（* 1947年）[8]
- 3月1日 - 解玉峰（中国語版）、中華人民共和国の戯曲史学者、南京大学文学院教授（* 1969年）[9]
- 3月1日 - シアマンド・ラーマン（英語版）、イランの重量挙げ選手、2012年ロンドンパラ100kg級・2016年リオデジャネイロパラ107kg級金メダリスト（* 1988年）[10]
- 3月2日 - ジェームズ・リプトン、アメリカ合衆国の俳優、脚本家、TV番組司会者（* 1926年）[11]
- 3月2日 - ヘンリー・N・コブ（英語版）、アメリカ合衆国の建築家（* 1926年）[12]
- 3月2日 - 譚双泉（中国語版）、中華人民共和国の歴史学者、湖南師範大学教授（* 1930年）[13]
- 3月2日 - ヴェラ・プレス（英語版）、アメリカ合衆国の数学者、イリノイ大学シカゴ校名誉教授（* 1931年）[14]
- 3月2日 - 石原舜三、日本の地球科学者（* 1934年）[15]
- 3月2日 - ファレル・マケルガン（英語版）、アイルランドの政治家（* 1932年）[16]
- 3月2日 - ウレイ（英語版）、ドイツのアーティスト（* 1943年）[17]
- 3月2日 - 金森俊朗、日本の教育者（* 1946年）[18]
- 3月2日 - モハンマド・ミルモハマディ（英語版）、イランの政治家、公益判別会議議員（* 1949年）[19]
- 3月2日 - ティム・スケリー（英語版）、アメリカ合衆国のコンピュータゲームデザイナー（* 1951年）[20]
- 3月2日 - 洪國華（中国語版）、香港の女性芸能人（* 1955年）[21]
- 3月2日 - スーザン・ウェイナート（英語版）、ドイツのギタリスト（* 1965年）[22]
- 3月3日 - 村山美知子、日本の文化人、元朝日新聞社社主（* 1920年）[23]
- 3月3日 - 犬丸一郎、日本の実業家、元帝国ホテル社長（* 1926年）[24]
- 3月3日 - スタニスワフ・カニャ、ポーランドの政治家、第5代ポーランド統一労働者党第一書記（* 1927年）[25]
- 3月3日 - 勝目梓、日本の小説家（* 1932年）[26]
- 3月3日 - 別役実、日本の劇作家、童話作家（* 1937年）[27]
- 3月3日 - 克里木、中華人民共和国の歌手（* 1940年）[28]
- 3月3日 - 渡嘉敷信介、日本の実業家、元八重山毎日新聞社長（* 1947年?）[29]
- 3月3日 - 梅仲明（中国語版）、中華人民共和国の眼科医、前武漢市中心医院眼科副主任（* 1962年）[30]
- 3月3日 - ニコラ・ポルタル（フランス語版）、フランスの元自転車競技選手・指導者、チーム・イネオス監督（* 1979年）[31]
- 3月4日 - ヴァレスカ・タンガネッリ（イタリア語版）、イタリアのスーパーセンテナリアン（* 1907年）[32]
- 3月4日 - ハビエル・ペレス・デ・クエヤル、ペルーの政治家、外交官、第5代国際連合事務総長、元同国首相（* 1920年）[33]
- 3月4日 - ロベルト・シャフラカージェ、ジョージアの元陸上競技選手、1960年ローマオリンピック走高跳金メダリスト（旧ソビエト社会主義共和国連邦代表）（* 1933年）[34]
- 3月4日 - 司徒兆光（中国語版）、中華人民共和国の彫刻家（* 1940年）[35]
- 3月4日 - バーバラ・マーティン（英語版）、アメリカ合衆国の歌手、元スプリームスメンバー（* 1943年）[36]
- 3月4日 - ヒシャム・アシュマウィ（英語版）、エジプトのテロリスト（* 1978年）[37]
- 3月4日 - 中川嘉朗（Yoshiro）、日本のミュージシャン、CLUB SANDINISTA!メンバー（* 1985年?）[38]
- 3月5日 - 三浦宏文、日本の機械工学者、工学院大学元学長・名誉教授、東京大学名誉教授、元日本ロボット学会会長（* 1938年）[39]
- 3月5日 - ソロモン・ベレワ、シエラレオネの政治家、元副大統領（* 1938年）[40]
- 3月5日 - ジャネット・フィッツシモンズ（英語版）、ニュージーランドの政治家、ニュージーランド緑の党創設者（* 1945年）[41]
- 3月5日 - リップ・オリバー、アメリカ合衆国の元プロレスラー（* 1952年）[42]
- 3月5日 - ホセイン・シェイコレスラム（英語版）、イランの政治家、外交官（* 1952年）[43]
- 3月5日 - ヴァレリオ・モロ（マレー語版）、イタリアの元政治家、元ブリニャーノ・ジェーラ・ダッダ市長（* 1952年）[44]
- 3月5日 - かなざわいっせい、日本のフリーライター（* 1955年）[45]
- 3月6日 - 坂村貞雄、日本の農学者、化学者、元帯広畜産大学学長、北海道大学名誉教授（* 1925年）[46]
- 3月6日 - エリノア・ロス（英語版）、アメリカ合衆国のソプラノ歌手（* 1926年）[47]
- 3月6日 - アンリ・リシャール、カナダの元アイスホッケー選手【モントリオール・カナディアンズ】（* 1936年）[48]
- 3月6日 - 百瀬喬、日本の音楽評論家（* 1937年）[49]
- 3月6日 - マッコイ・タイナー、アメリカ合衆国のジャズピアニスト（* 1938年）[50]
- 3月6日 - ダニー・ティドウェル（英語版）、アメリカ合衆国のダンサー、リアリティ番組出演者（* 1984年）[51]
- 3月7日 - 渡辺文雄、日本の元官僚、政治家、元農林水産省事務次官、元栃木県知事（* 1929年）[52]
- 3月7日 - マート・クロウリー、アメリカ合衆国の劇作家、脚本家（* 1935年）[53]
- 3月7日 - ジム・オーエン（英語版）、アメリカ合衆国のカントリーミュージックシンガーソングライター（* 1941年）[54]
- 3月7日 - ローラ・スミス（英語版）、カナダのシンガーソングライター（* 1952年）[55]
- 3月7日 - ファーテメ・ラフバル（英語版）、イランの政治家、同国国会議員（* 1964年）[56]
- 3月8日 - 11代長部文治郎、日本の実業家、元大関社長（* 1926年）[57]
- 3月8日 - マックス・フォン・シドー、スウェーデン出身のフランスの俳優（* 1929年）[58]
- 3月8日 - 嘉納行光、日本の団体経営者、元講道館館長、元全日本柔道連盟会長（* 1932年）[59]
- 3月8日 - ジョニー・ユン、大韓民国出身のアメリカ合衆国の俳優、コメディアン（* 1936年）[60]
- 3月8日 - ウェイン・ブリッジ（英語版）、イギリスの元プロレスラー（* 1937年）[61]
- 3月9日 - リチャード・K・ガイ、イギリスの数学者、カルガリー大学名誉教授（* 1916年）[62]
- 3月9日 - アントン・コッポラ、アメリカ合衆国の指揮者、作曲家（* 1917年）[63]
- 3月9日 - 日高てる、日本の詩人（* 1920年）[64]
- 3月9日 - 今井清一、日本の歴史学者、横浜市立大学名誉教授（* 1924年）[65]
- 3月9日 - イタロ・デ・ジャン（イタリア語版）、イタリアの元自転車競技選手（* 1925年）[66]
- 3月9日 - ホセ・ヒメーネス・ロサーノ（スペイン語版）、スペインの作家、セルバンテス賞受賞者（* 1930年）[67]
- 3月9日 - 大内隆夫、日本の情報工学者、元日本大学教授（* 1930年?）[68]
- 3月9日 - 座間光雄、日本の実業家、元厚木ナイロン商事（現アツギ）社長（* 1931年?）[69]
- 3月9日 - 眞帆志ぶき、日本のミュージカル女優、歌手、元宝塚歌劇団所属俳優（* 1933年）[70]
- 3月9日 - キース・オルセン、アメリカ合衆国の音楽プロデューサー（* 1945年）[71]
- 3月9日 - 古賀俊昭、日本の政治家、自由民主党所属の東京都議会議員（* 1947年）[72]
- 3月9日 - モハンマド・レザー・ラーチャイマニ（英語版）、イランの政治家、元同国国会議員（* 1952年）[73]
- 3月9日 - 朱和平（中国語版）、中華人民共和国の眼科医、武漢市中心医院眼科副主任（* 1962年）[74]
- 3月9日 - 誉田龍一、日本の小説家（* 1963年）[75]
- 3月10日 - ジョン・スワード・ジョンソン2世（英語版）、アメリカ合衆国の彫刻家（* 1930年）[76]
- 3月10日 - ジョージ大塚、日本のジャズドラマー（* 1937年）[77]
- 3月10日 - 江沢国康、日本の言語学者、上智大学専任教員（* 1937年?）[78]
- 3月10日 - 玄吉彦、大韓民国の小説家（* 1940年）[79]
- 3月10日 - ロベルト・ステラ（中国語版）、イタリアの医師、元ヴァレーゼ県医師会長（* 1953年）[80]
- 3月10日 - マルセロ・ペラルタ（英語版）、アルゼンチンのサクソフォン奏者（* 1961年）[81]
- 3月11日 - チャールズ・ウォリネン、アメリカ合衆国の作曲家、ピューリッツァー賞受賞者（* 1938年）[82]
- 3月11日 - 田村捷利、日本の機械工学者、上智大学名誉教授（* 1941年?）[83]
- 3月11日 - タチアナ・プロロチェンコ、ウクライナ出身の元陸上競技選手、1980年モスクワオリンピック4x400mリレー金メダリスト（旧ソ連代表）（* 1952年）[84]
- 3月11日 - 磯野剛太、日本の登山家、日本山岳ガイド協会理事長（* 1954年）[85]
- 3月11日 - テッド・コックス（英語版）、アメリカ合衆国の元MLB選手（* 1955年）[86]
- 3月11日 - ステファノ・ビアンコ（イタリア語版）、イタリアの自転車競技選手（* 1985年）[87]
- 3月12日 - ドン・バロウズ（英語版）、オーストラリアのジャズミュージシャン（* 1928年）[88]
- 3月12日 - ジョバンニ・バティスタ・ラビーノ（イタリア語版）、イタリアの元政治家、元同国国会議員（* 1931年）[89]
- 3月12日 - 服部佳、日本の脚本家、劇作家（* 1932年）[90]
- 3月12日 - ヴォルフガング・ホフマン、ドイツの柔道家、1964年東京オリンピック中量級銀メダリスト（* 1940年）[91]
- 3月12日 - ゲイリー・B・キッビ（英語版）、アメリカ合衆国の撮影監督（* 1941年）[92]
- 3月12日 - ダニー・レイ・トンプソン（英語版）、アメリカ合衆国のジャズサクソフォン奏者、サン・ラ・アーケストラメンバー（* 1947年）[93]
- 3月12日 - トニー・マーシャル、フランスの映画監督、女優（* 1951年）[94]
- 3月13日 - ダナ・ザトペコワ、チェコスロバキア出身の元陸上競技選手、1952年ヘルシンキオリンピック女子やり投金メダリスト（* 1922年）[95]
- 3月13日 - 草場良八、日本の裁判官、第12代最高裁判所長官（* 1925年）[96]
- 3月13日 - 鶴田卓彦、日本のジャーナリスト、実業家、元日本経済新聞社社長（* 1927年）[97]
- 3月13日 - 文徳守、大韓民国の詩人（* 1928年）[98]
- 3月13日 - 李承潤、大韓民国の政治家、元企画院長官・財政部長官（* 1931年）[99]
- 3月13日 - 楊牧（中国語版）、台湾の詩人（* 1940年）[100]
- 3月13日 - 行方均、日本の音楽プロデューサー、音楽評論家、元ユニバーサルミュージック副社長（* 1951年）[101]
- 3月14日 - ドリオット・アンソニー・ドワイヤー、アメリカ合衆国のフルート奏者（* 1922年）[102]
- 3月14日 - ルネ・フォレ（英語版）、ベルギーのイラストレーター、漫画家（* 1931年）[103]
- 3月14日 - エヴァ・ピラロヴァ（英語版）、チェコの歌手（* 1939年）[104]
- 3月14日 - 瀬畑奈津子、日本の声優（* 1946年）[105]
- 3月14日 - ジェネシス・P・オリッジ、イギリスのミュージシャン、パフォーマンスアーティスト（* 1950年）[106]
- 3月14日 - 丹田和宏、日本の洋画家（* 1956年）[107]
- 3月14日 - 仲西環、日本の声優（* 1976年）[108]
- 3月15日 - シュジー・ドレール（フランス語版）、フランスの女優、歌手（* 1917年）[109]
- 3月15日 - ヴィットリオ・グレゴッティ、イタリアの建築家（* 1927年）[110]
- 3月15日 - 諏訪兼位、日本の地球科学者、元日本福祉大学学長、名古屋大学名誉教授（* 1928年）[111]
- 3月15日 - 朝倉正昭、日本の体育学者、国士舘大学名誉教授、元学長（* 1941年）[112]
- 3月15日 - アイタチ・ヤルマン（英語版）、トルコの元軍人、元同国陸軍司令官（* 1942年）[113]
- 3月15日 - クリス・リード、アメリカ合衆国出身の日本の元フィギュアスケートアイスダンス選手、元日本代表（* 1989年）[114]

## (16日 - 31日)

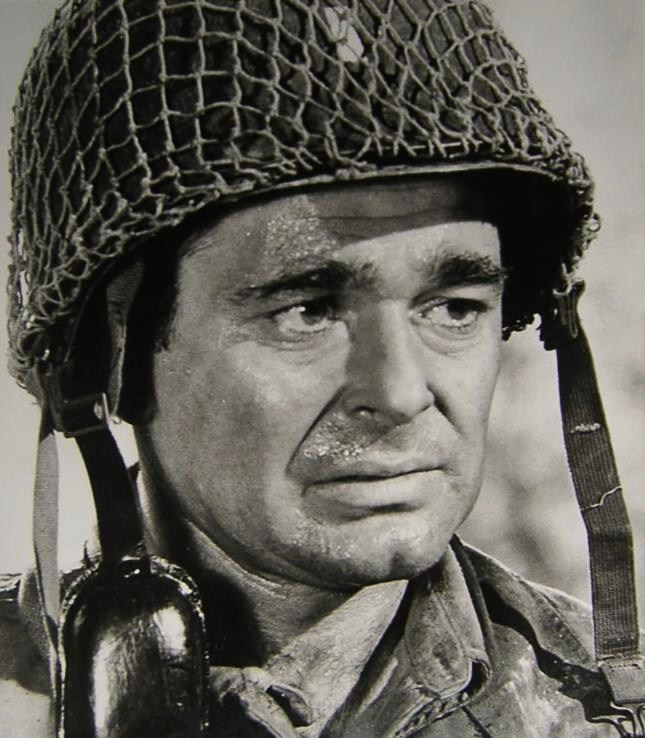
スチュアート・ホイットマン／3月16日没

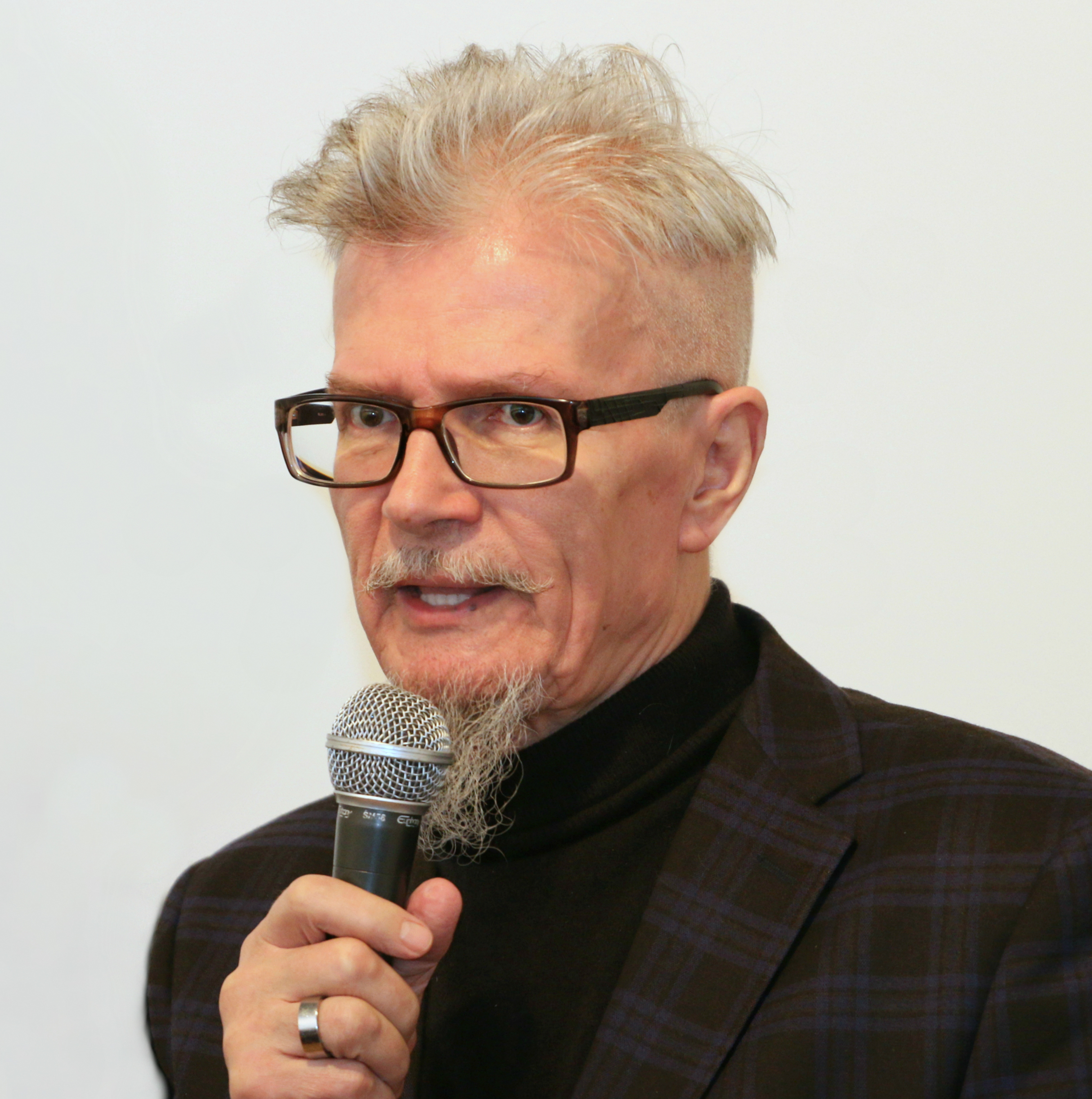
エドワルド・リモノフ／3月17日没

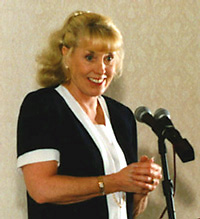
ベティ・ウィリアムズ／3月17日没

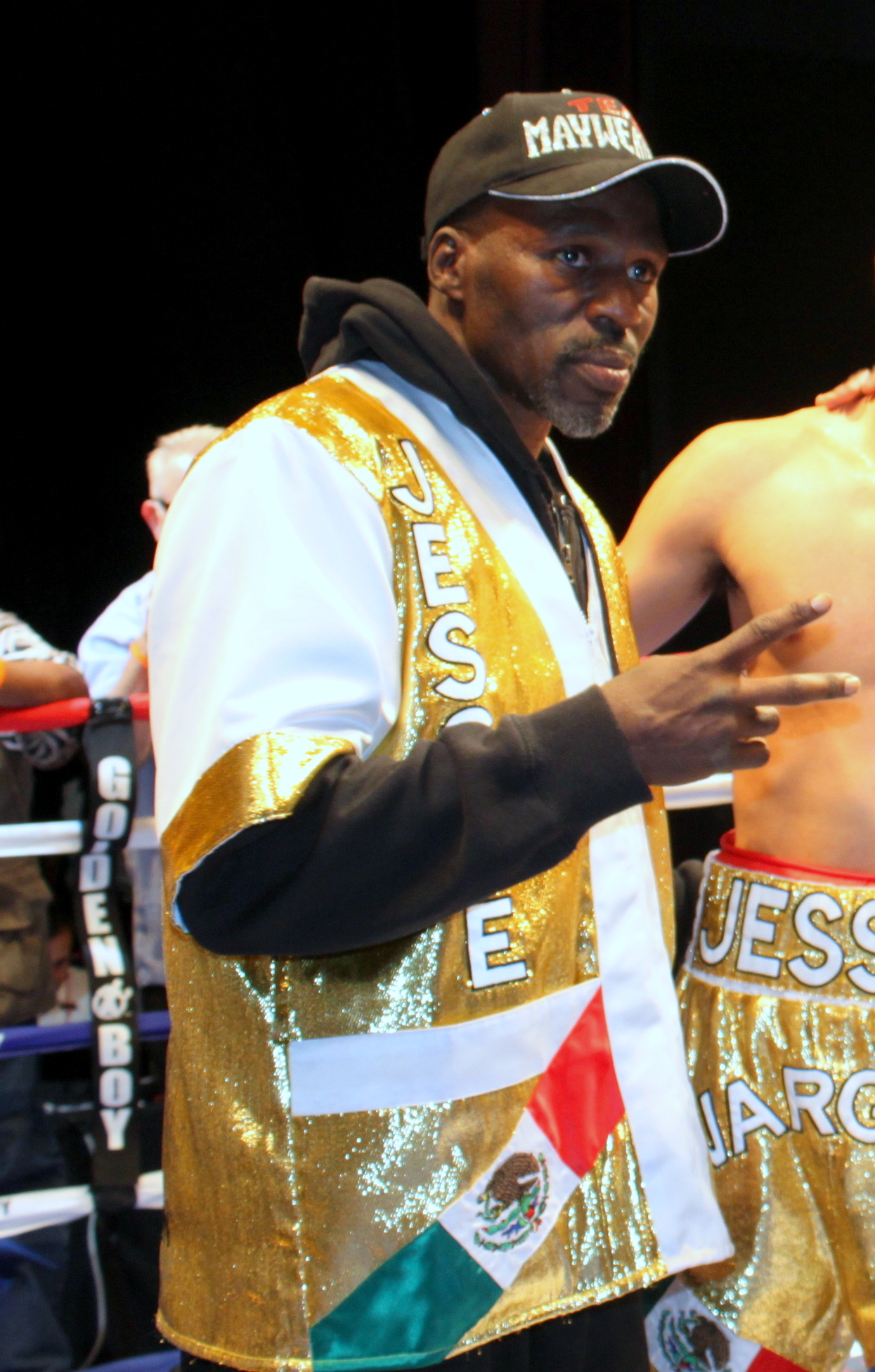
ロジャー・メイウェザー／3月17日没

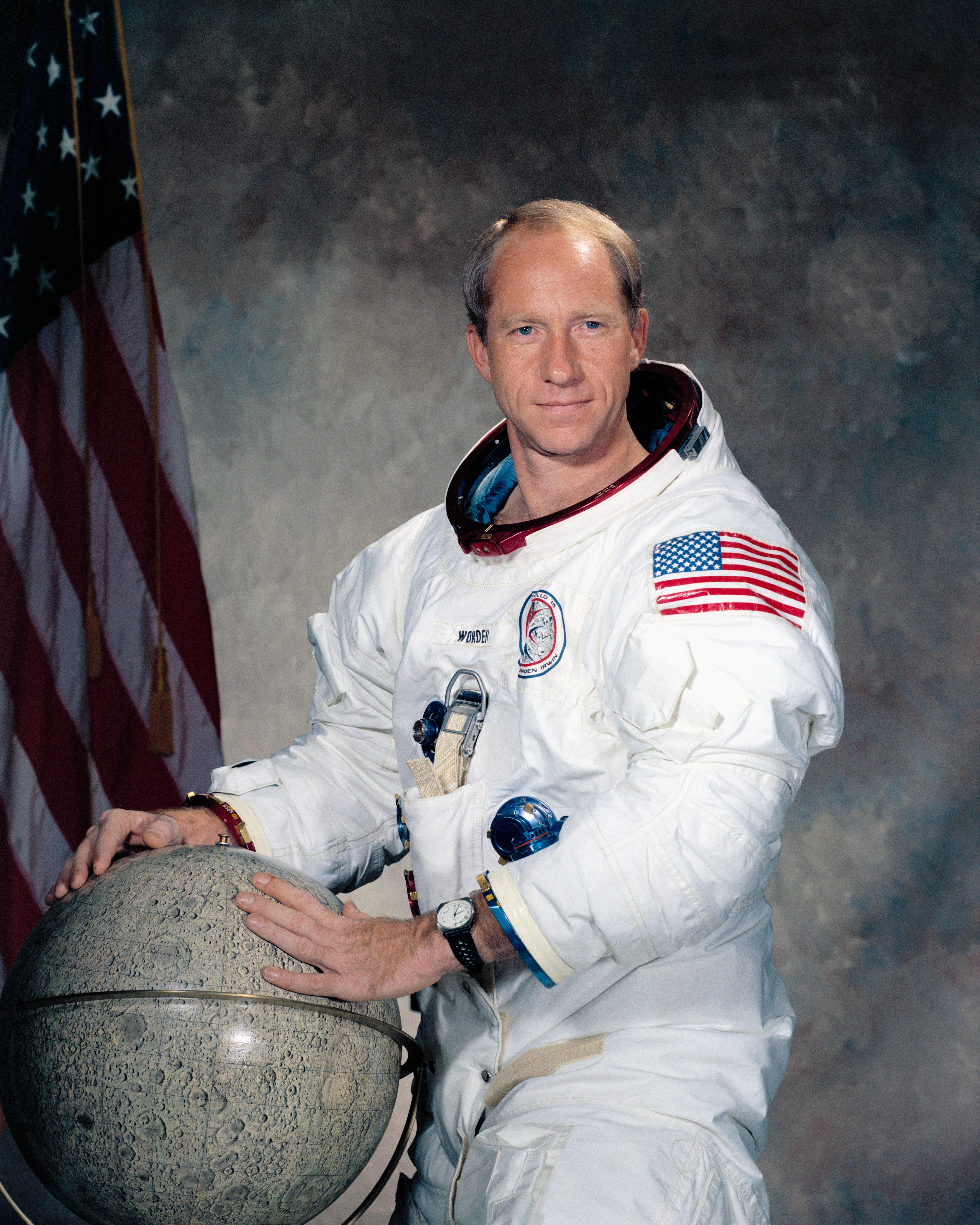
アルフレッド・ウォーデン／3月18日没

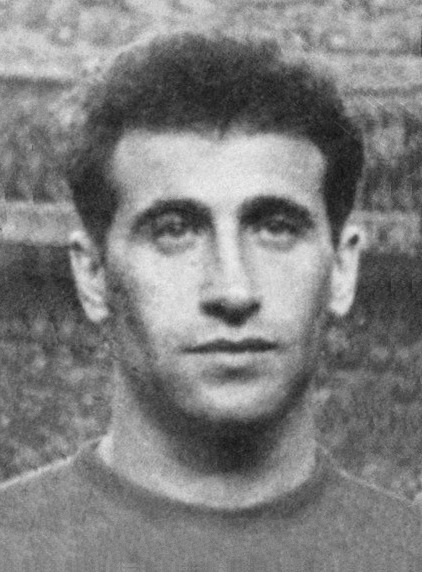
ホアキン・ペイロ／3月18日没

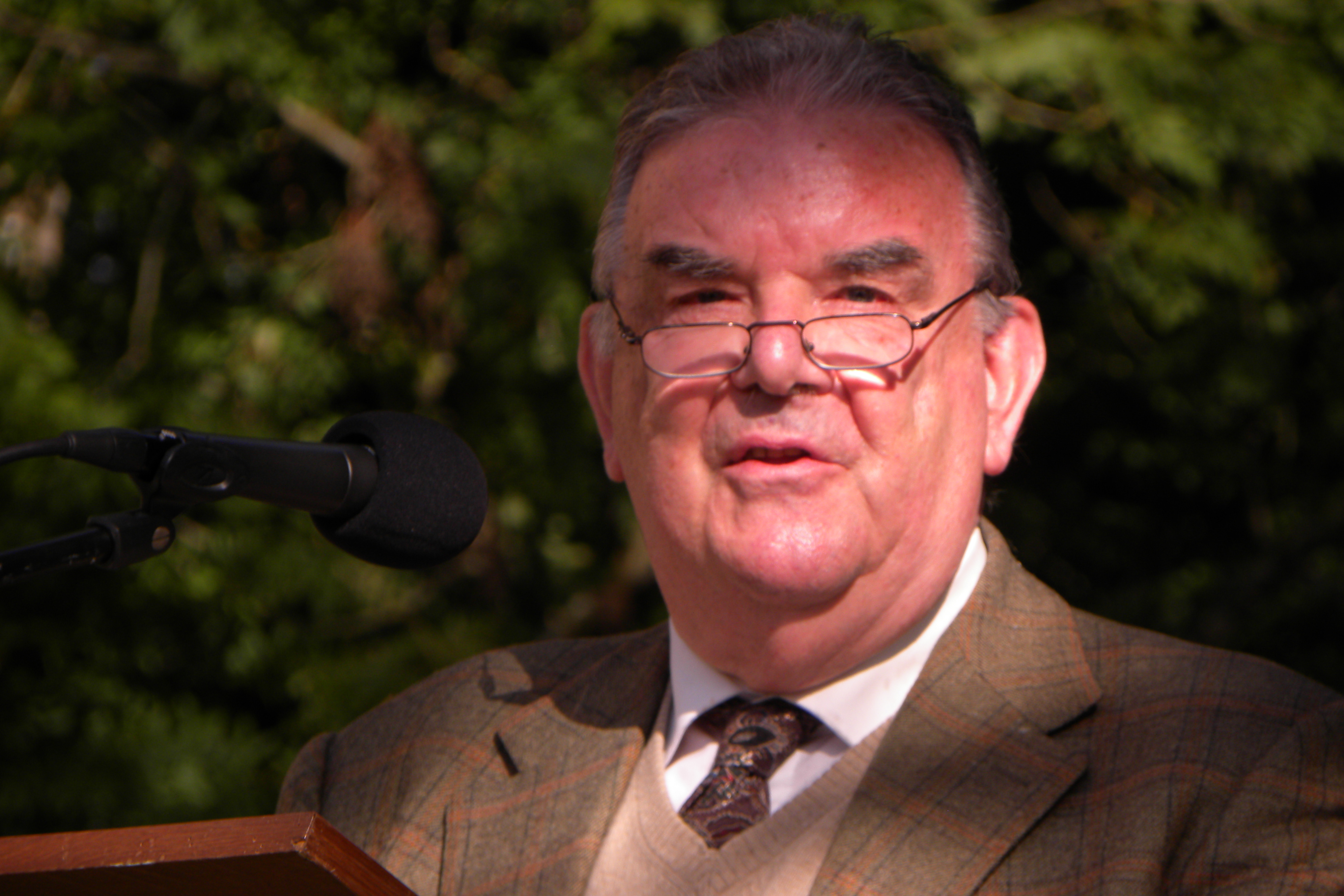
パトリック・ノートン／3月18日没

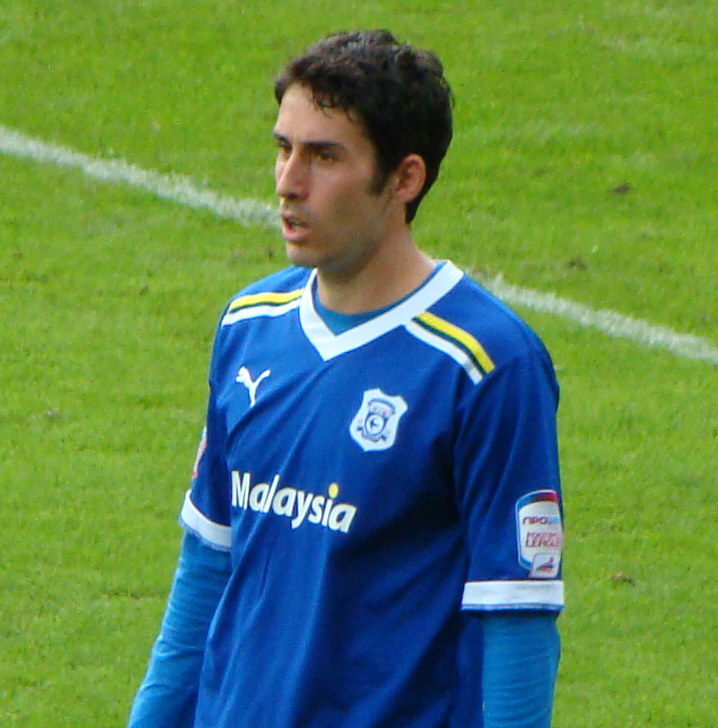
ピーター・ウィッティンガム／3月19日没

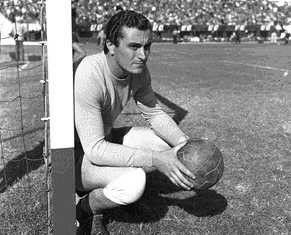
アマデオ・カリーソ／3月20日没

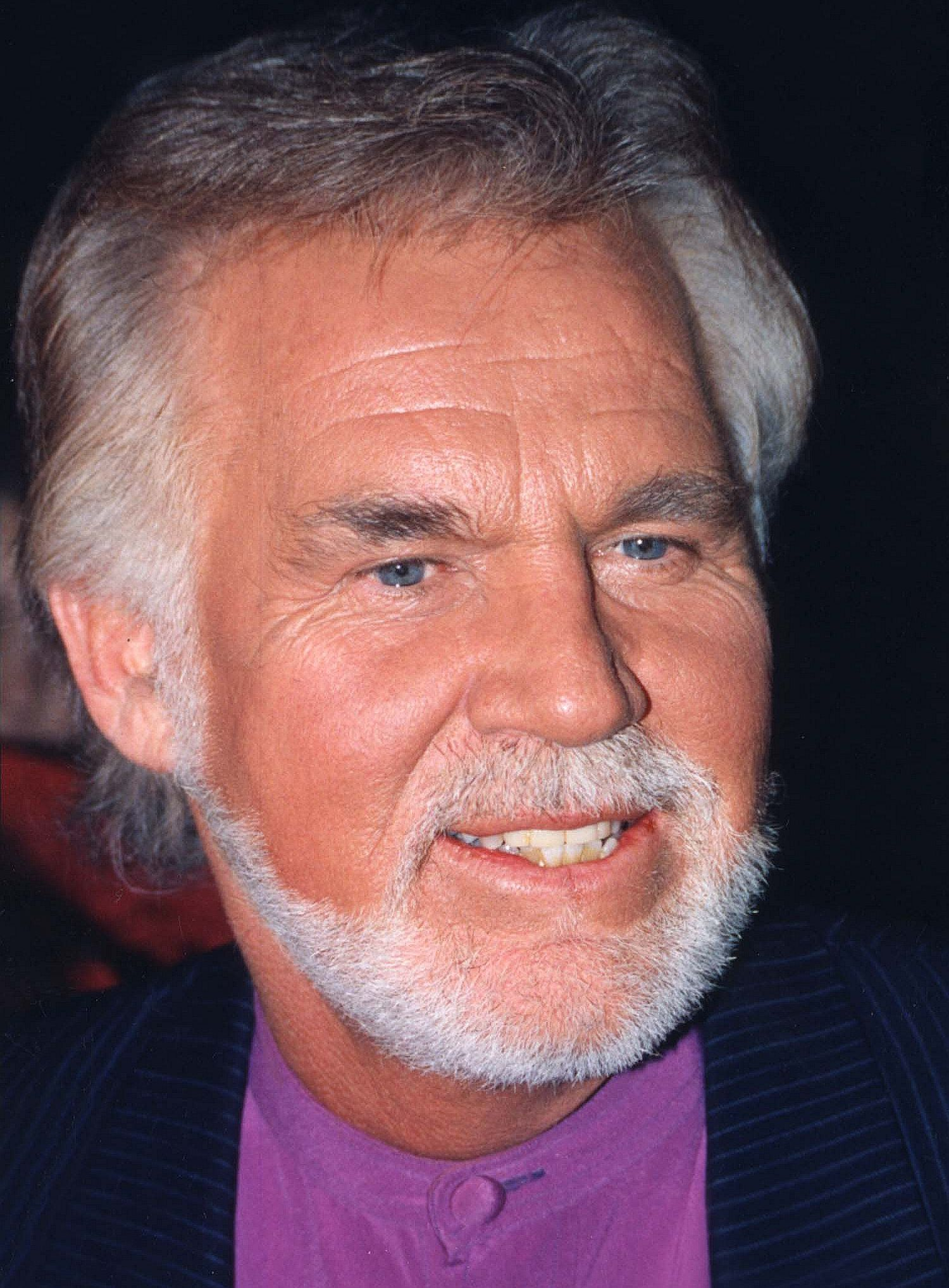
ケニー・ロジャース／3月20日没

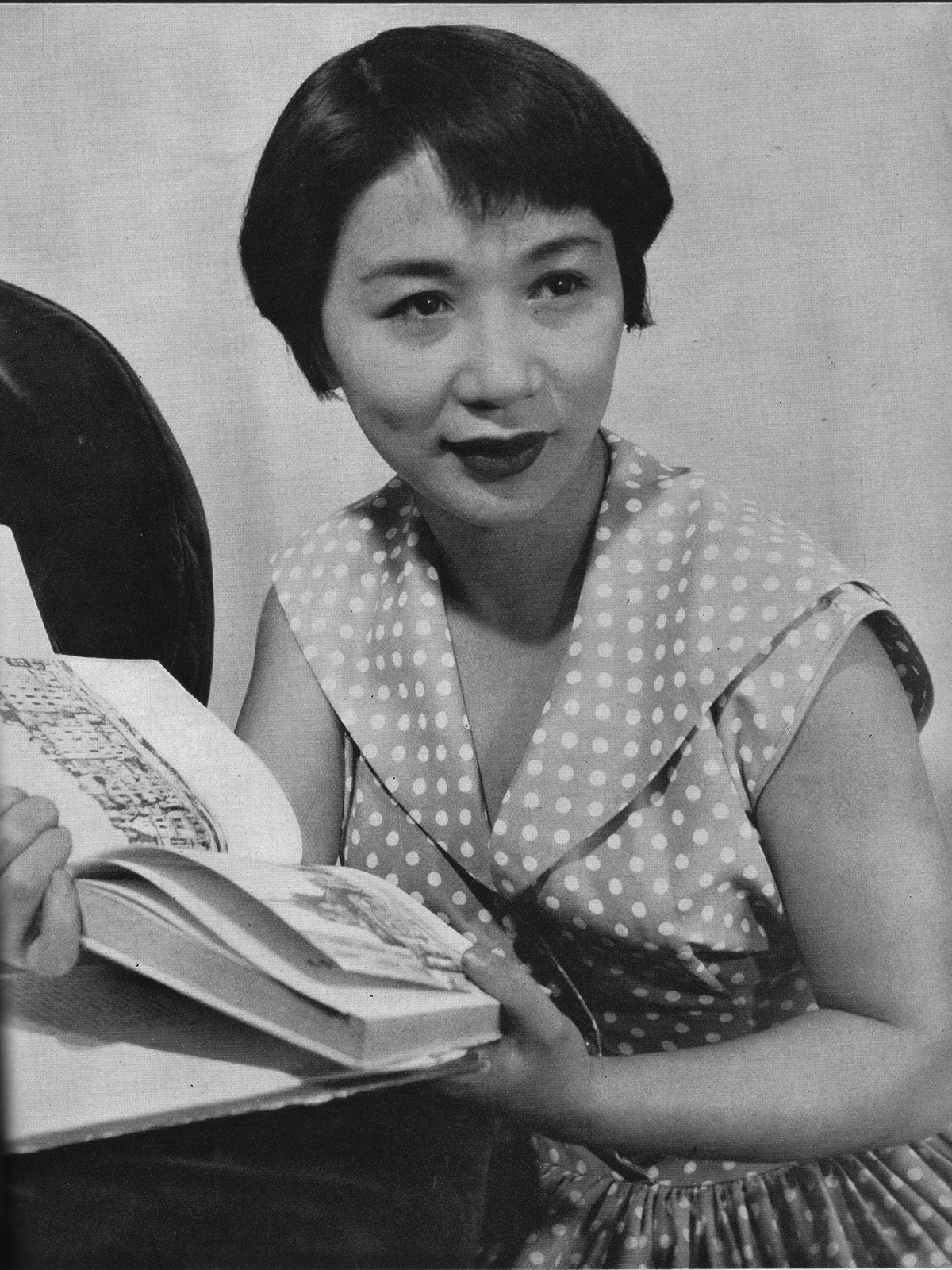
宮城まり子／3月21日没

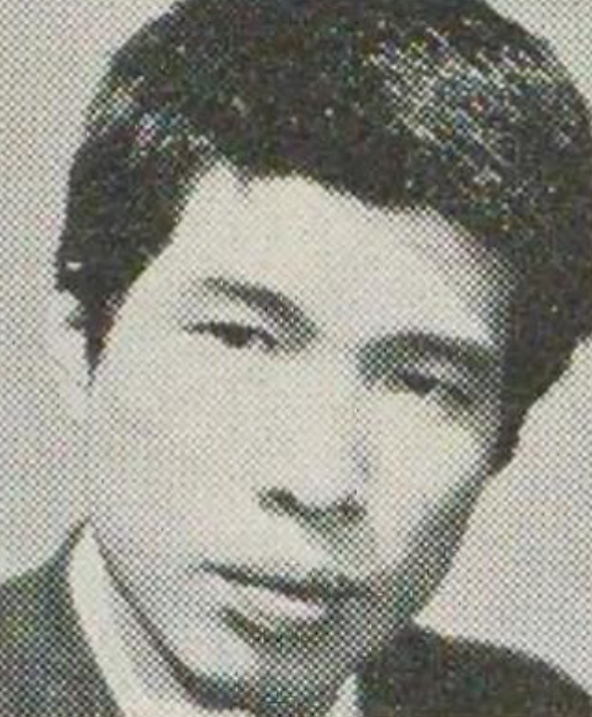
増岡弘／3月21日没

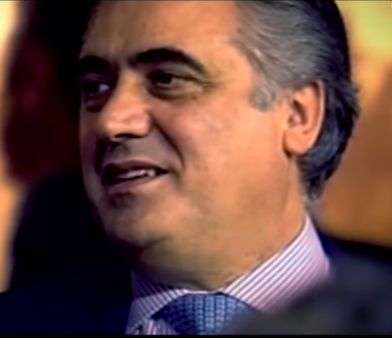
ロレンソ・サンス／3月21日没

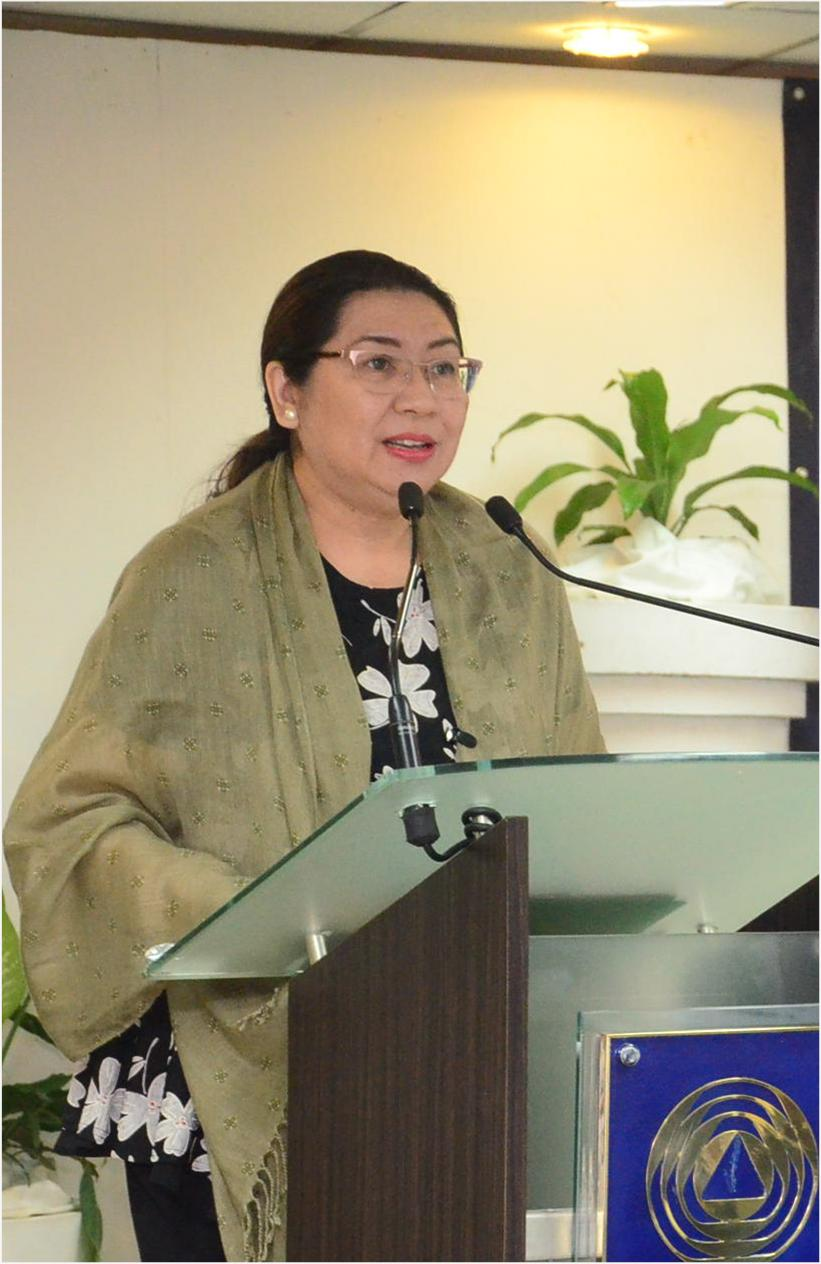
アイリーン・バヴィエラ／3月21日没

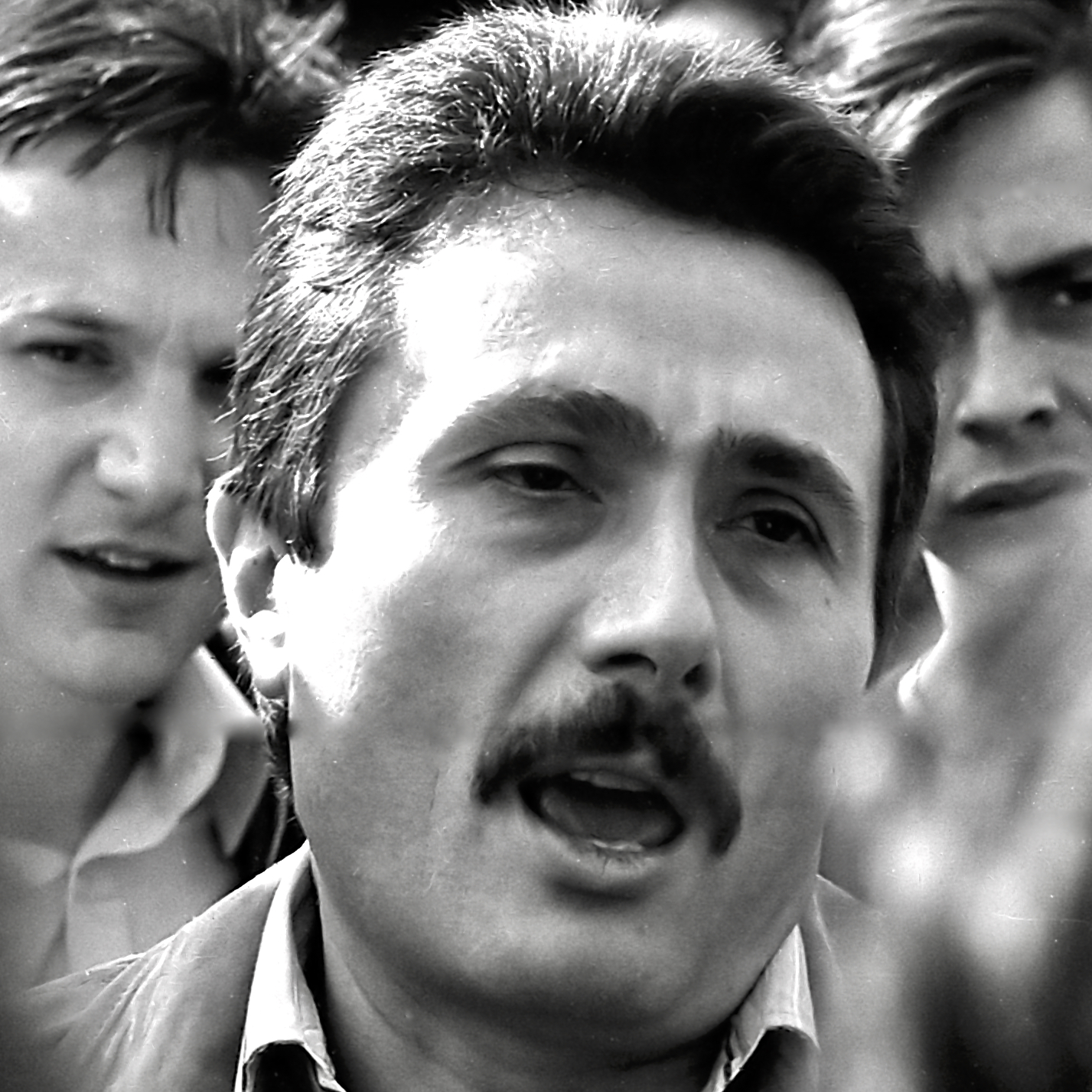
アルベルト・アルバシーノ／3月23日没

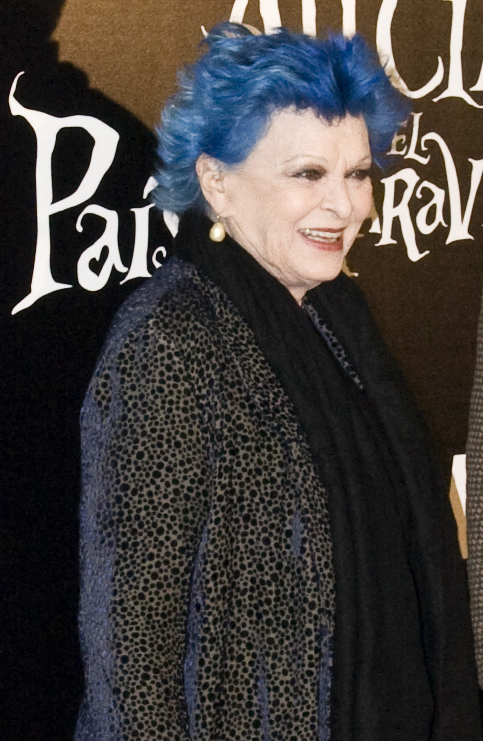
ルチア・ボゼー／3月23日没

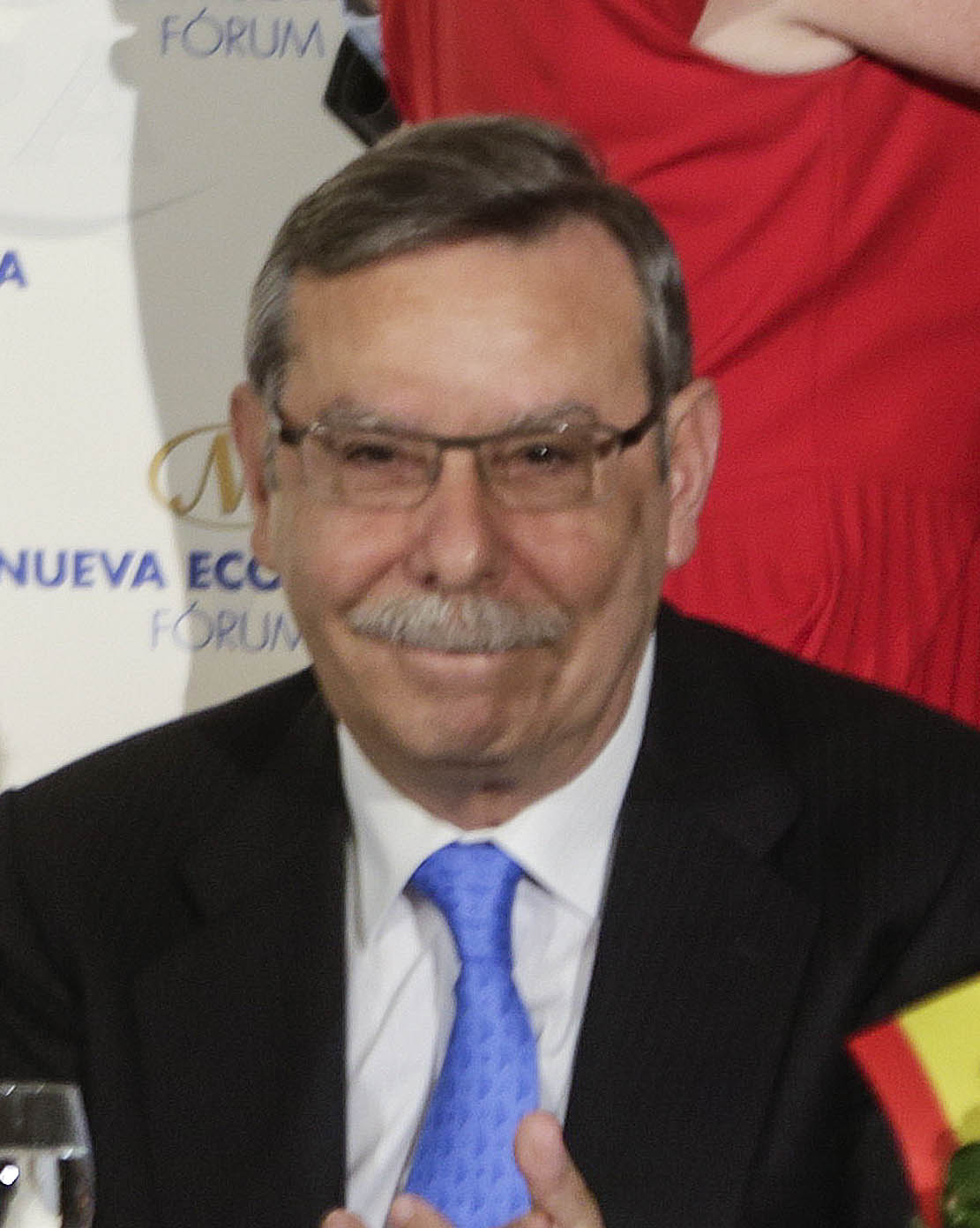
ホセ・フォルガド／3月23日没

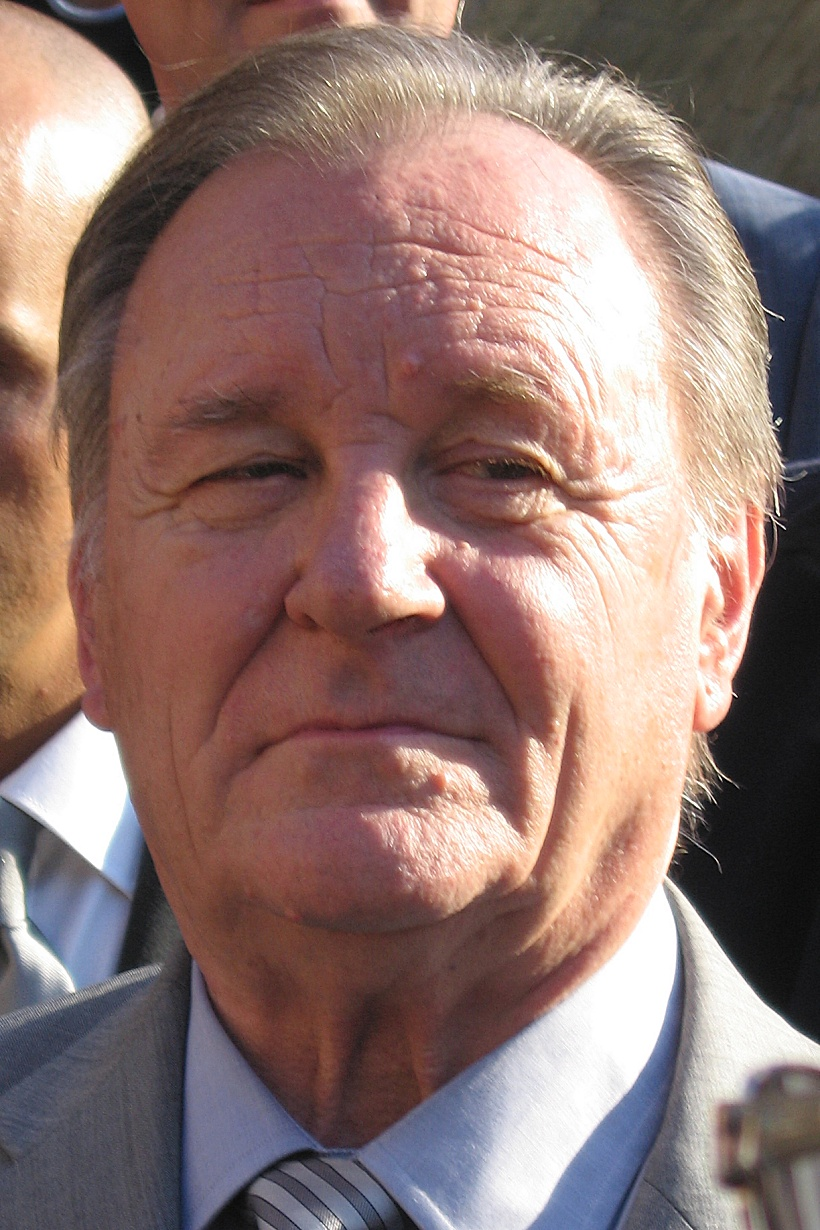
アルベール・ユデルゾ／3月24日没

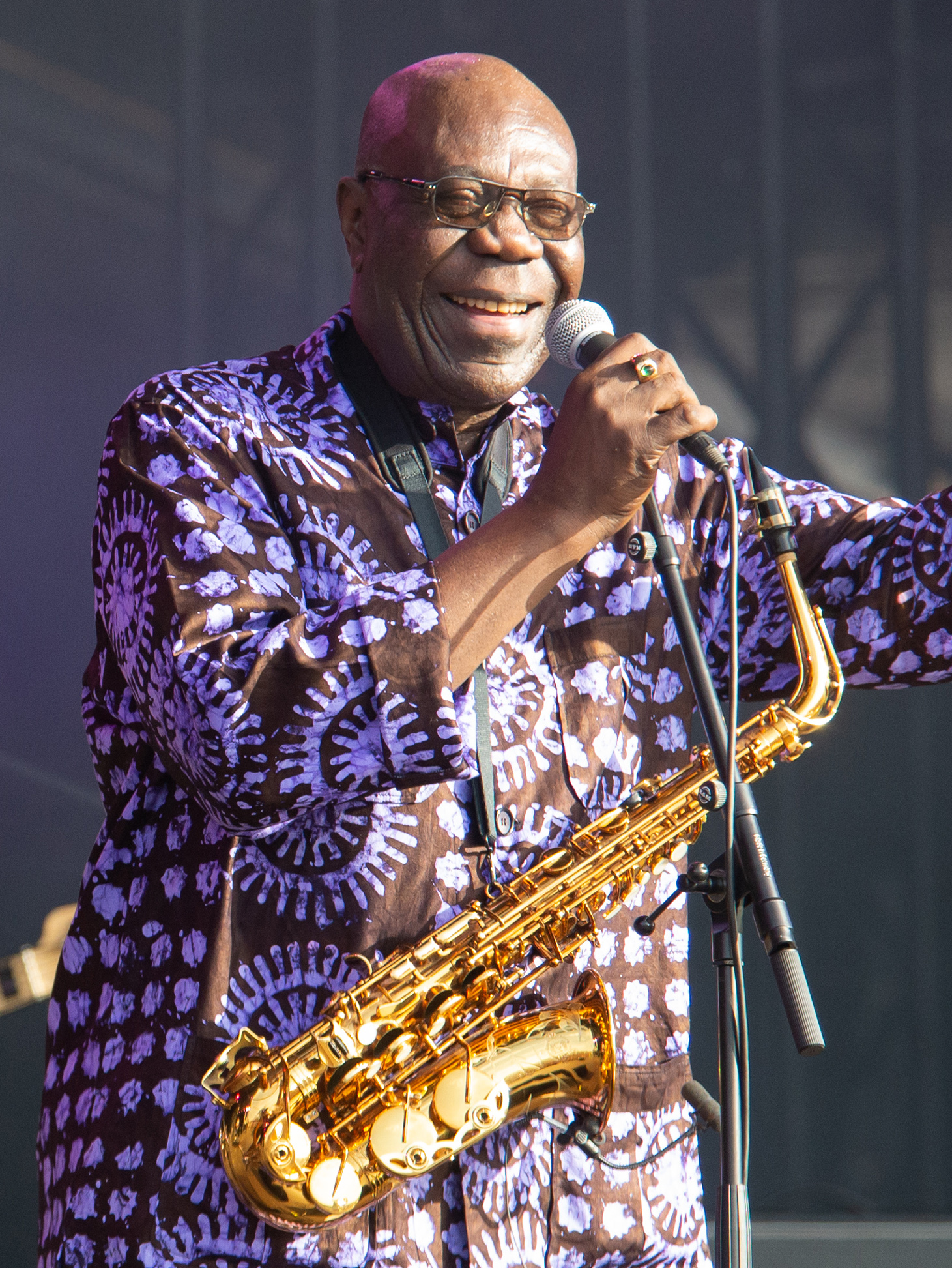
マヌ・ディバンゴ／3月24日没

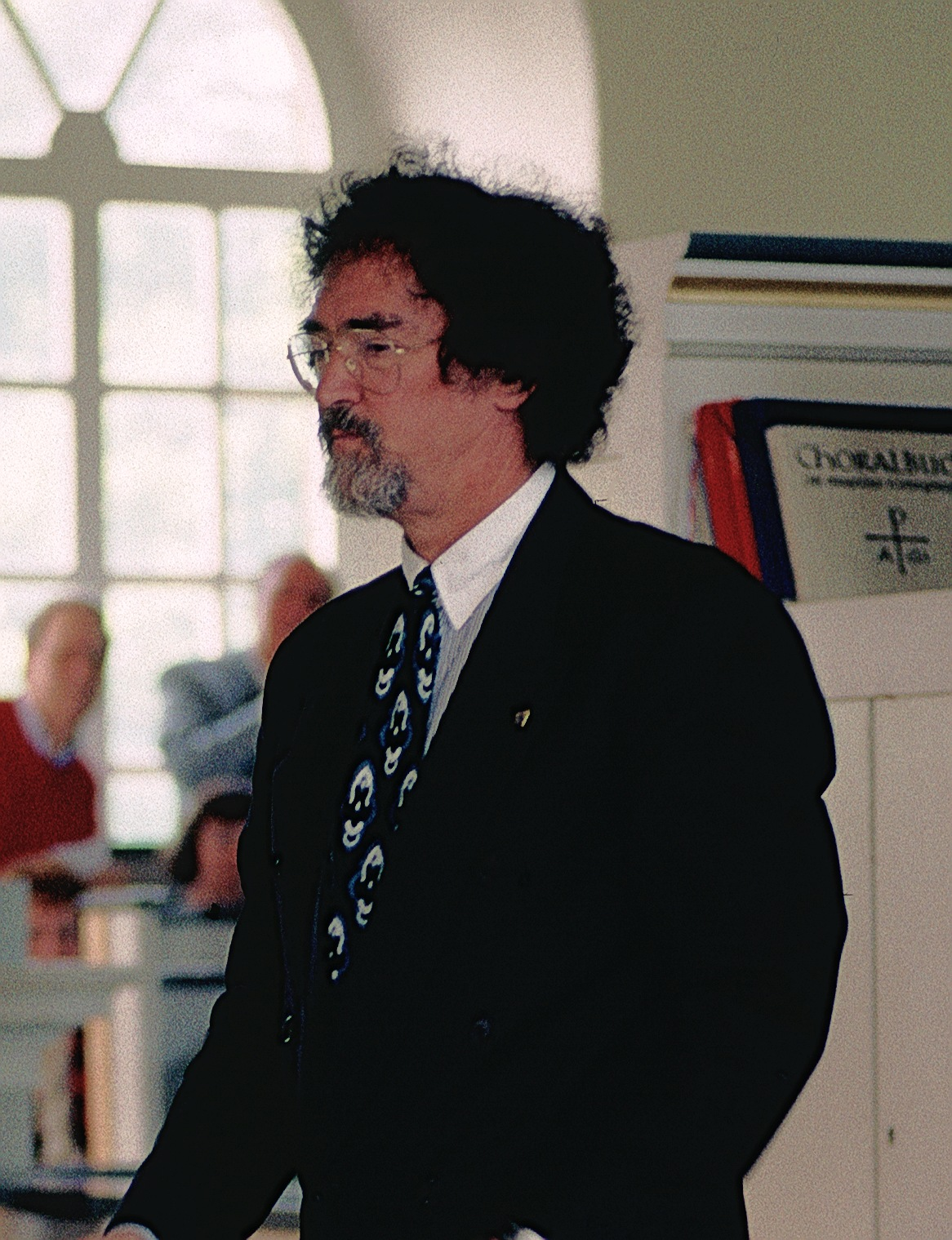
エドワード・ター／3月24日没

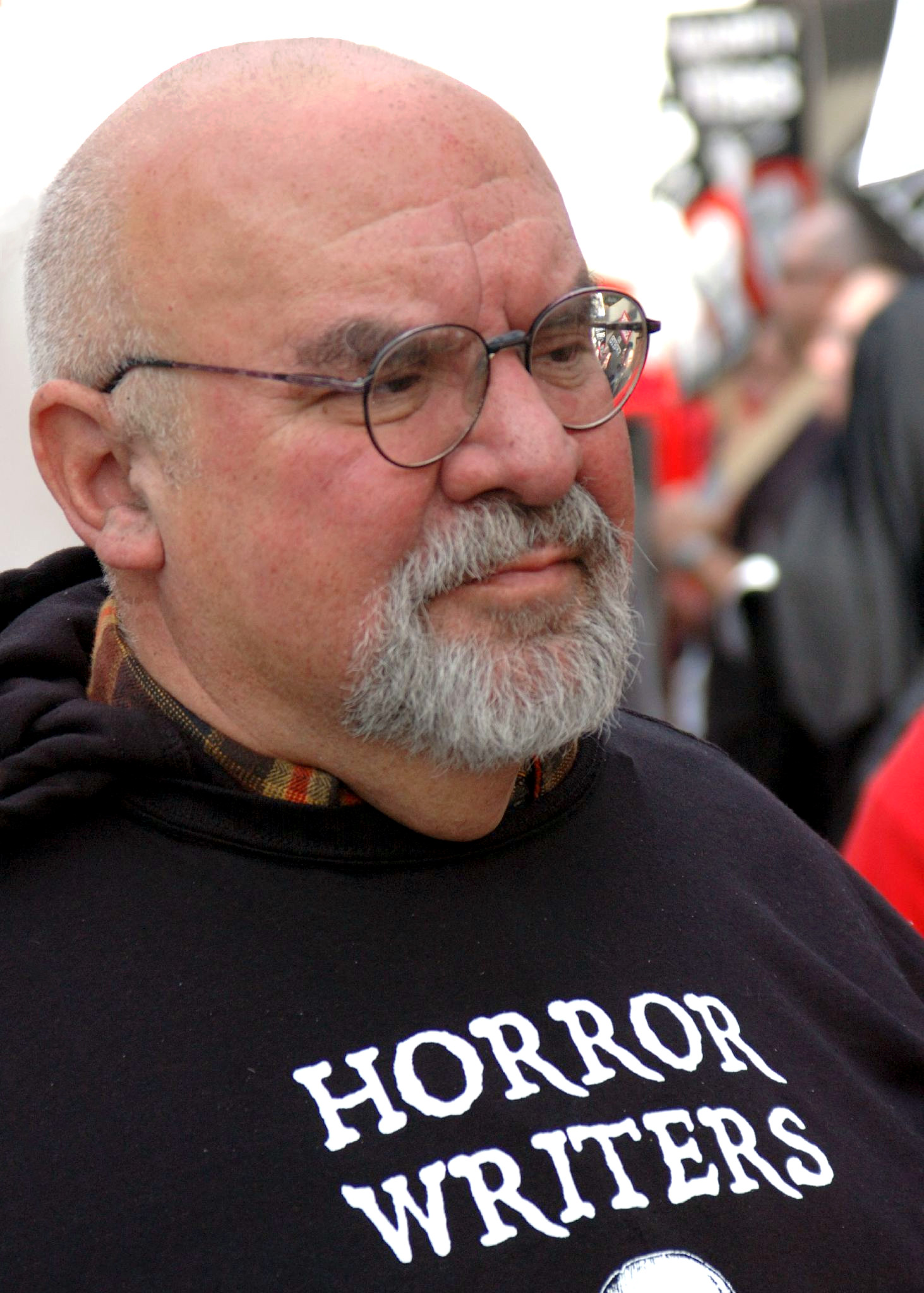
スチュアート・ゴードン／3月24日没

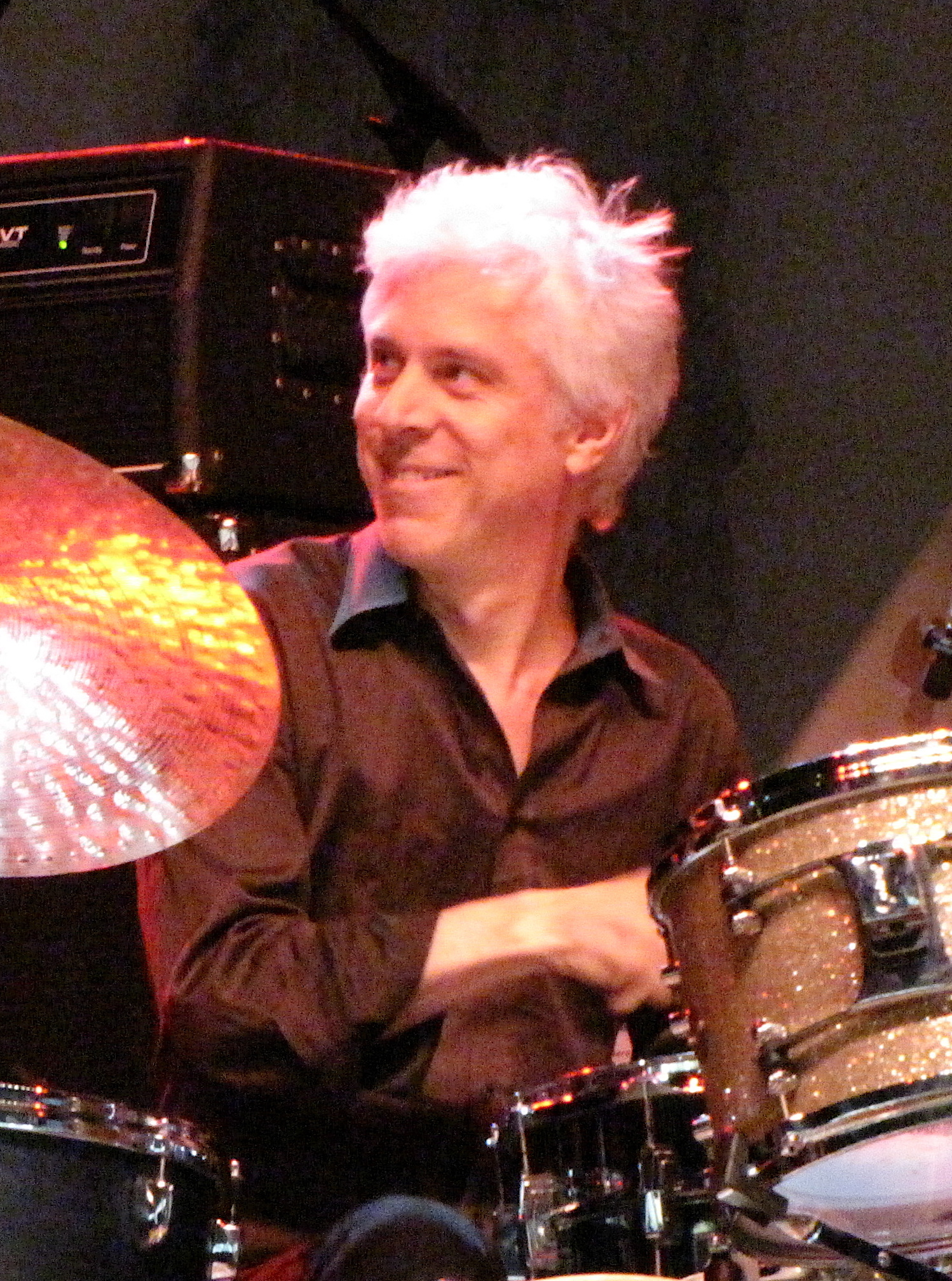
ビル・リーフリン／3月24日没

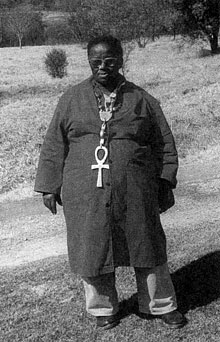
クレド・ムトワ／3月25日没

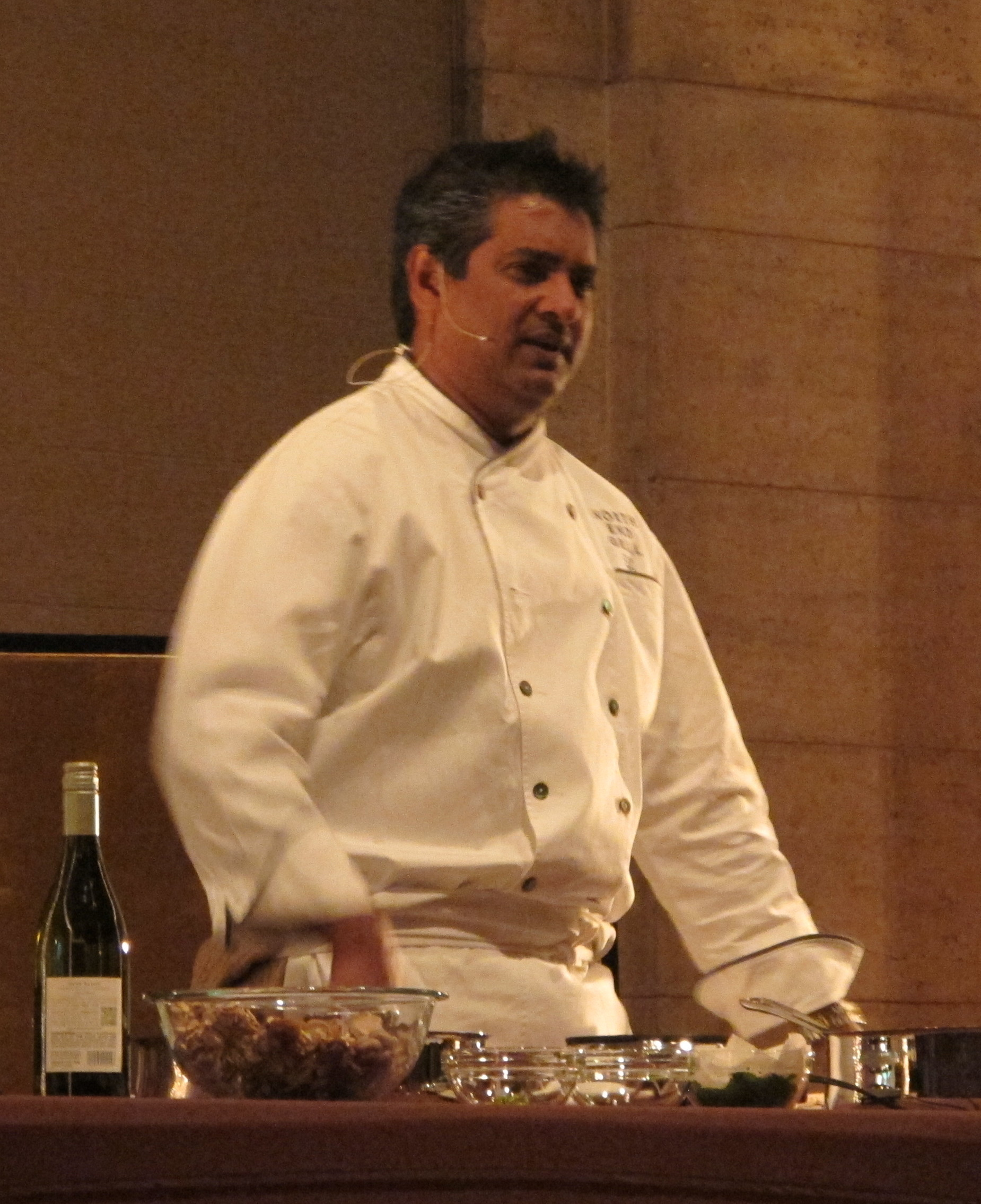
フロイド・カルドス／3月25日没

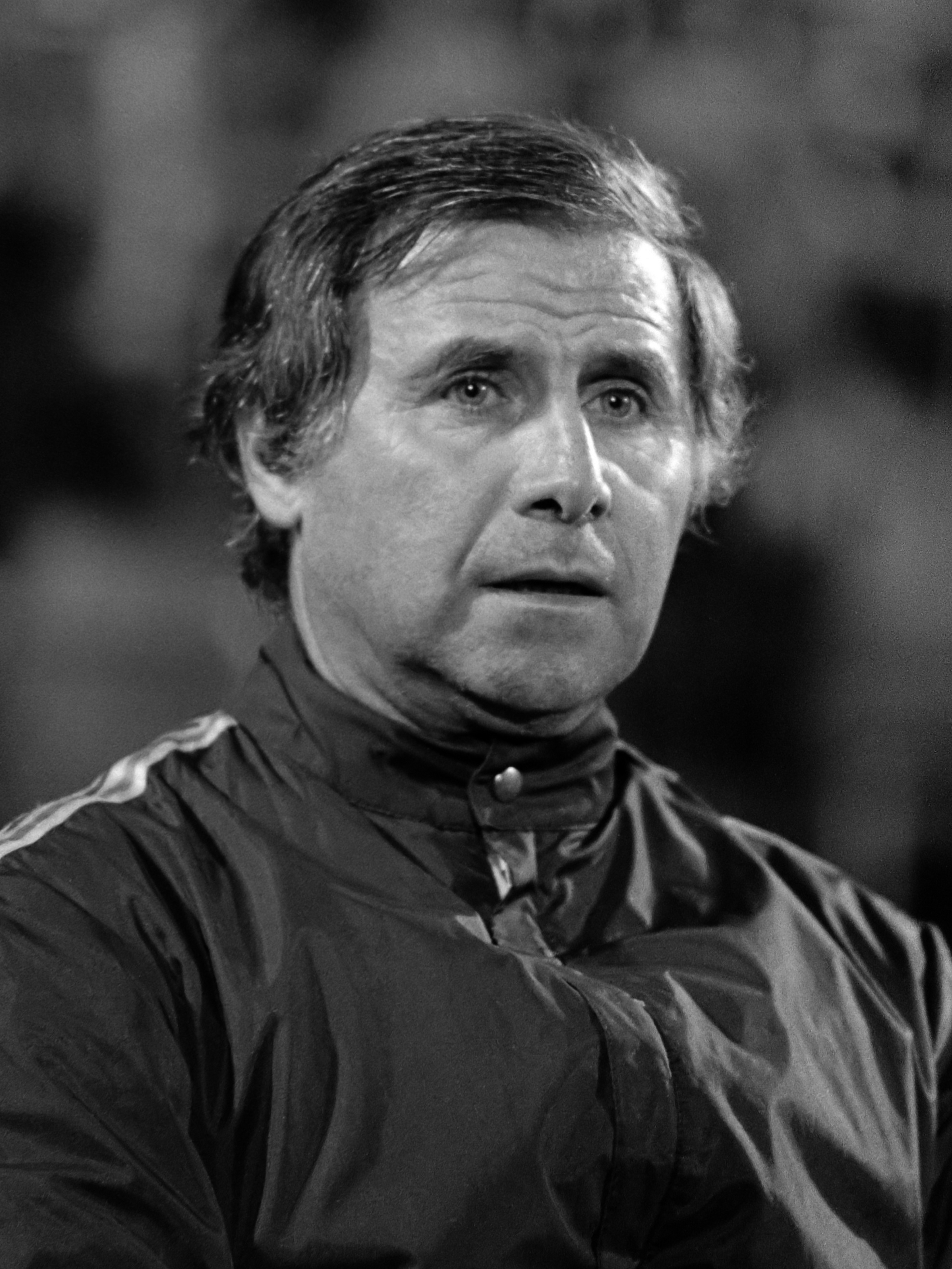
ミシェル・イダルゴ／3月26日没

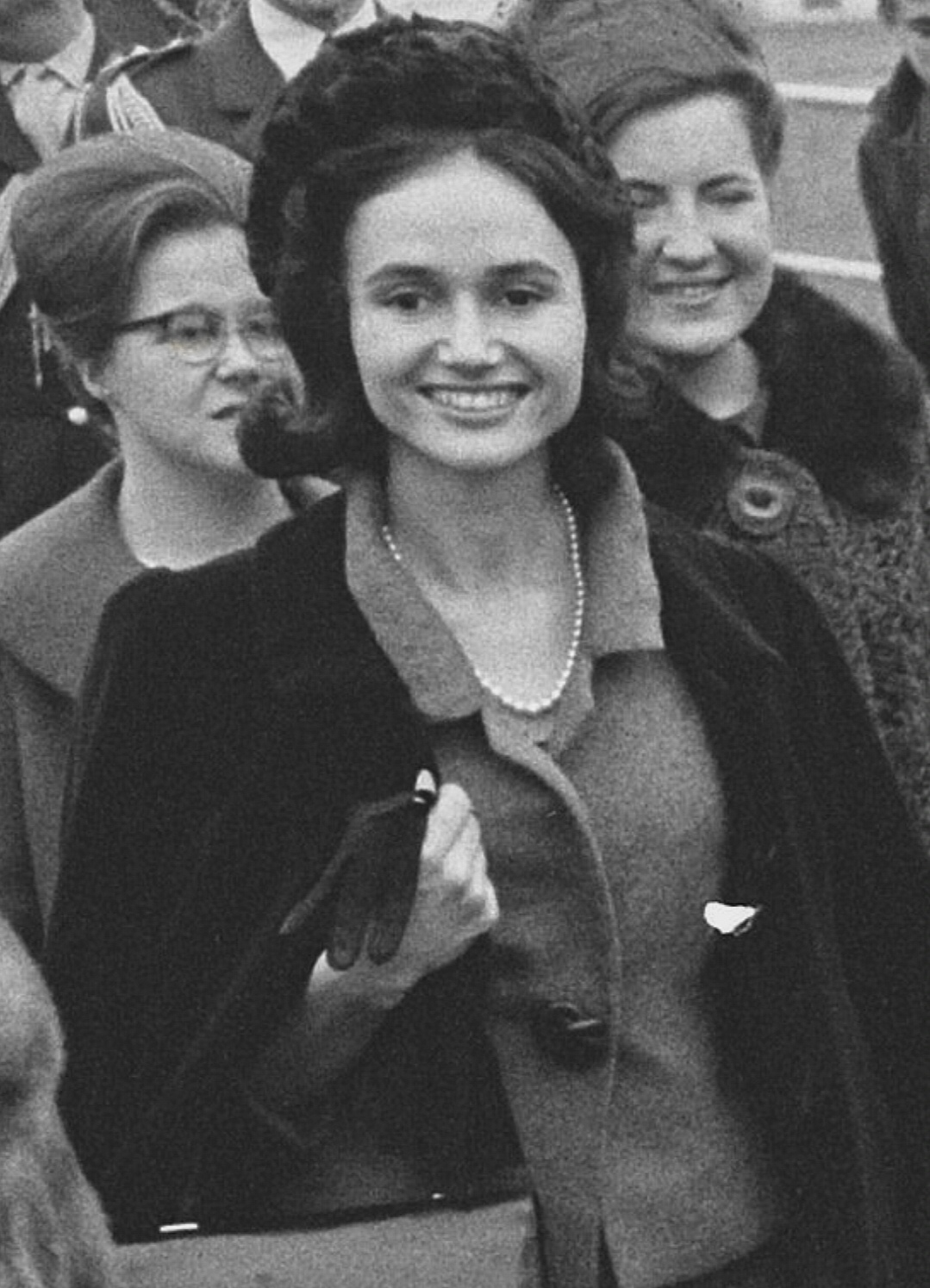
マリア・テレサ・デ・ボルボン＝パルマ／3月26日没

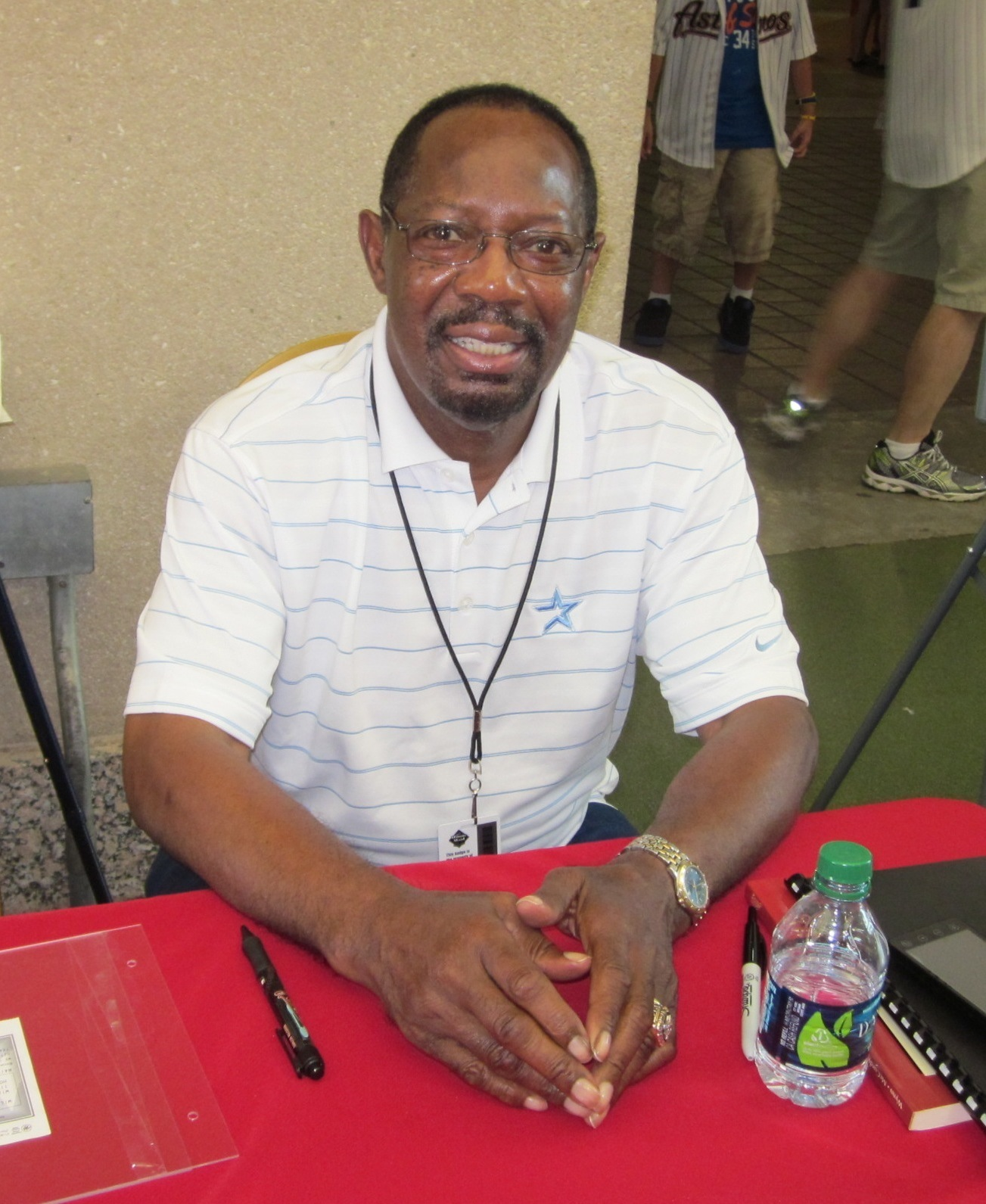
ジミー・ウィン／3月26日没

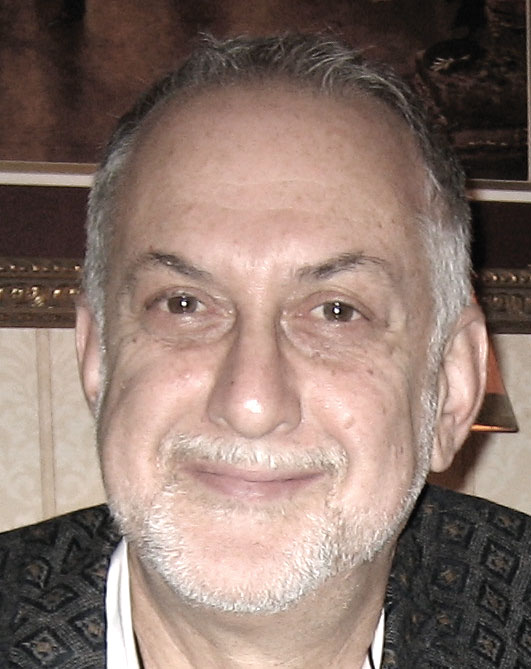
マイケル・ソーキン／3月26日没

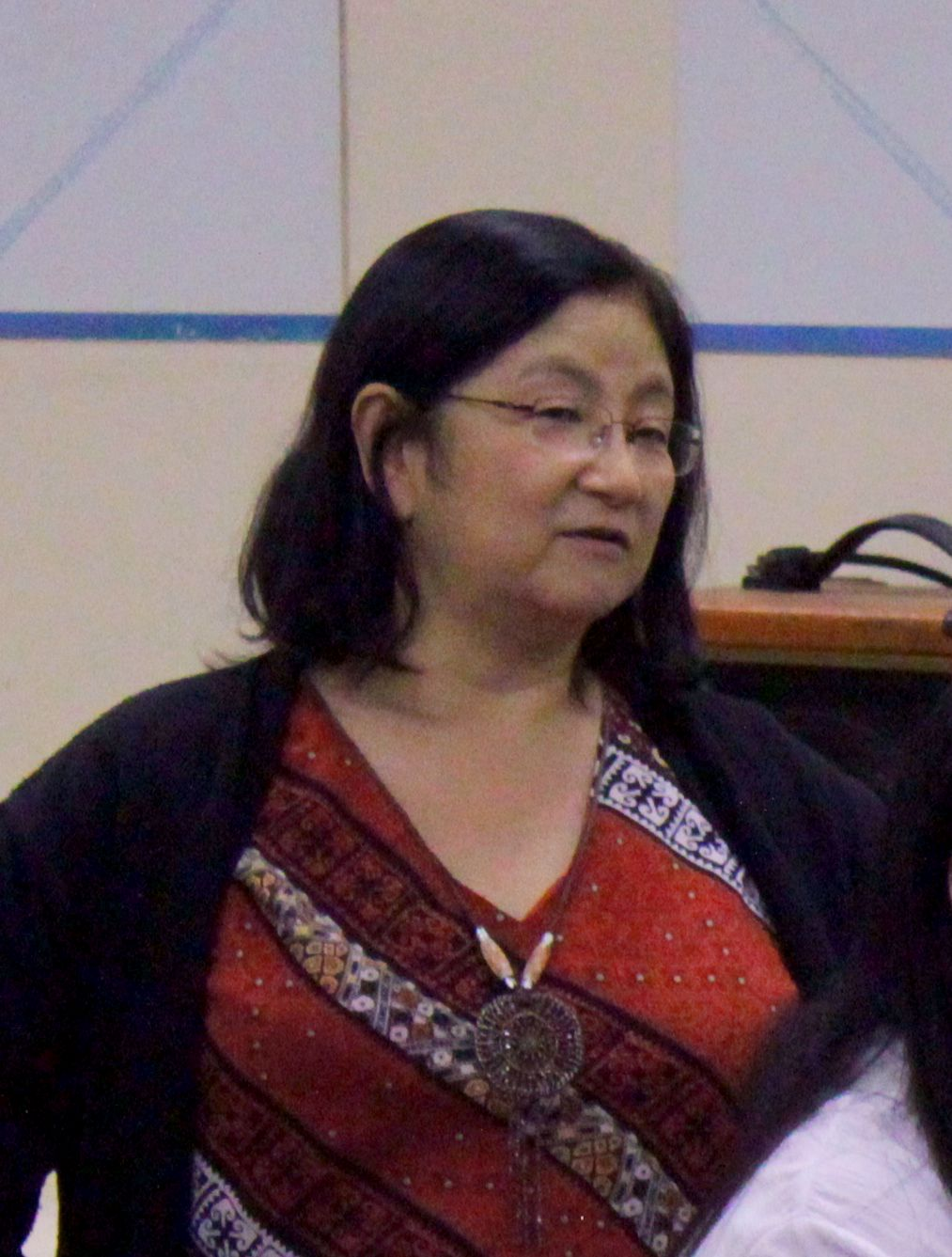
宗像直美／3月26日没

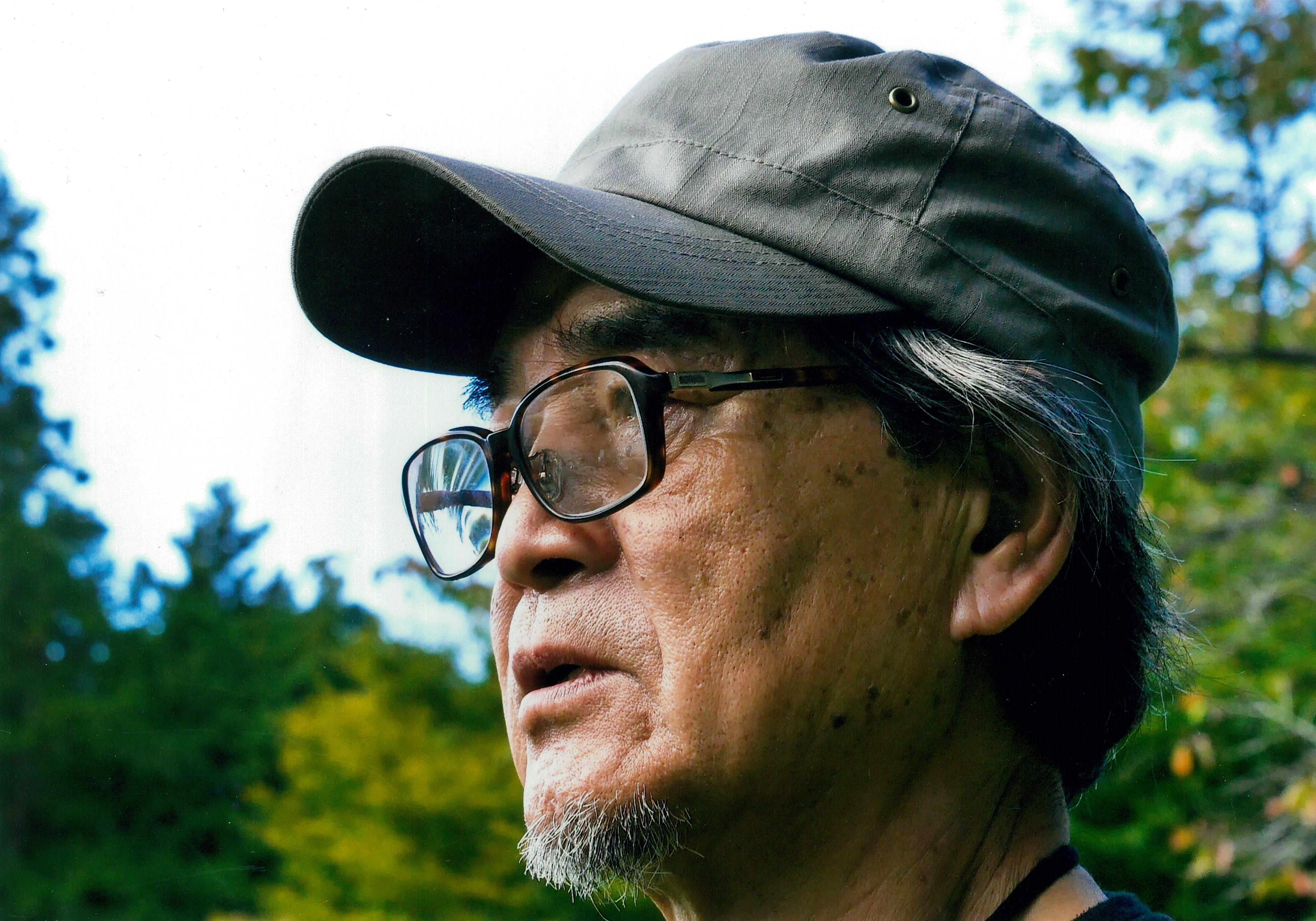
堀川とんこう／3月28日没

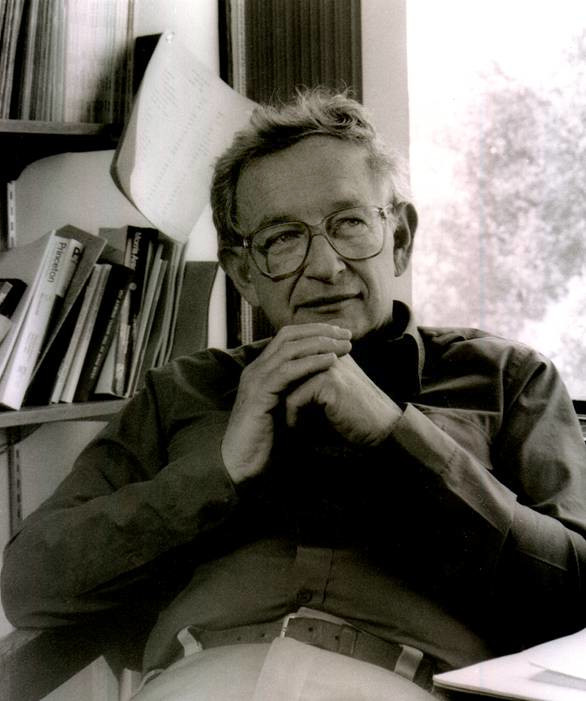
フィリップ・アンダーソン／3月29日没

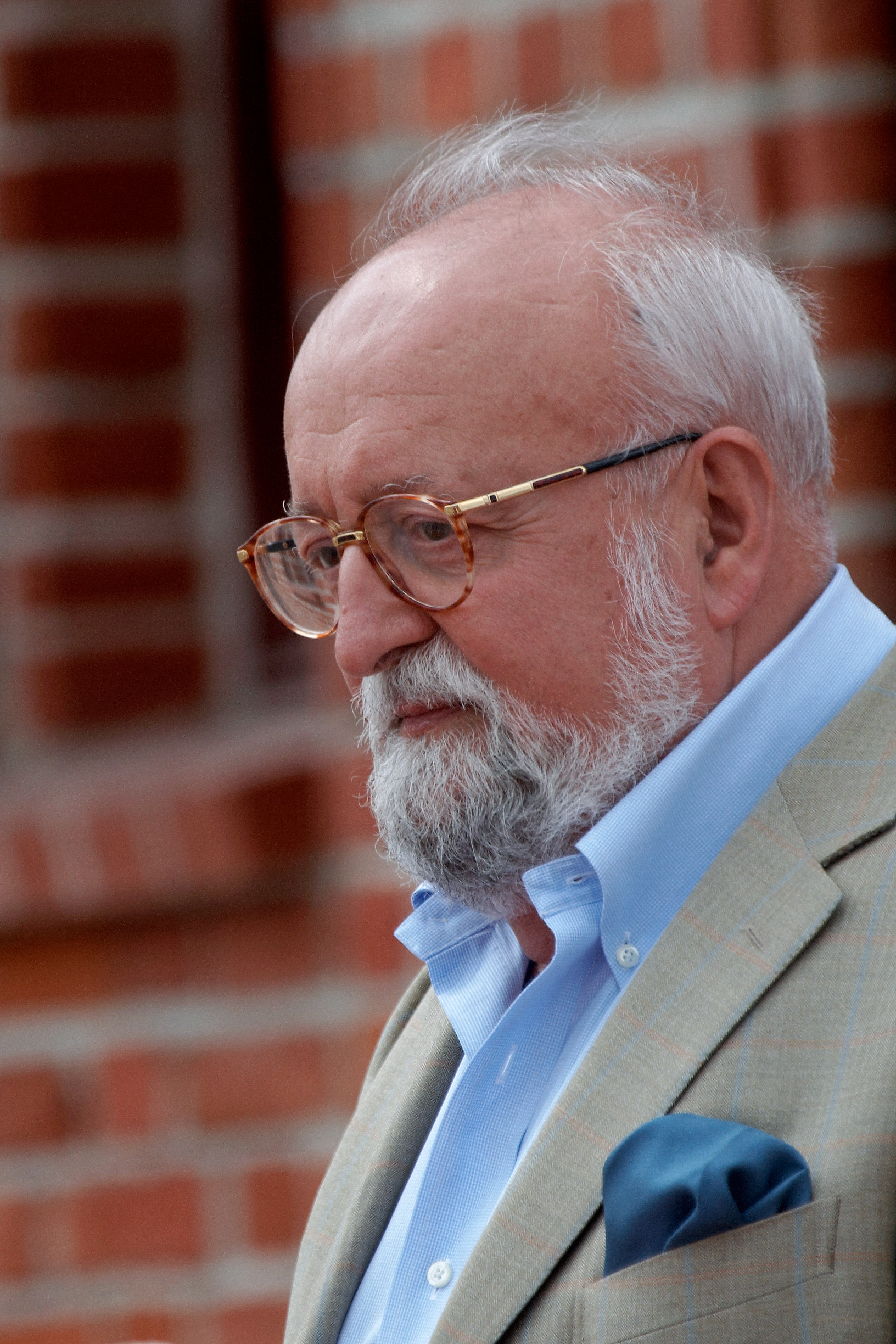
クシシュトフ・ペンデレツキ／3月29日没

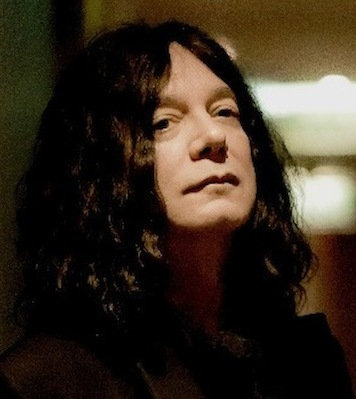
アラン・メリル／3月29日没

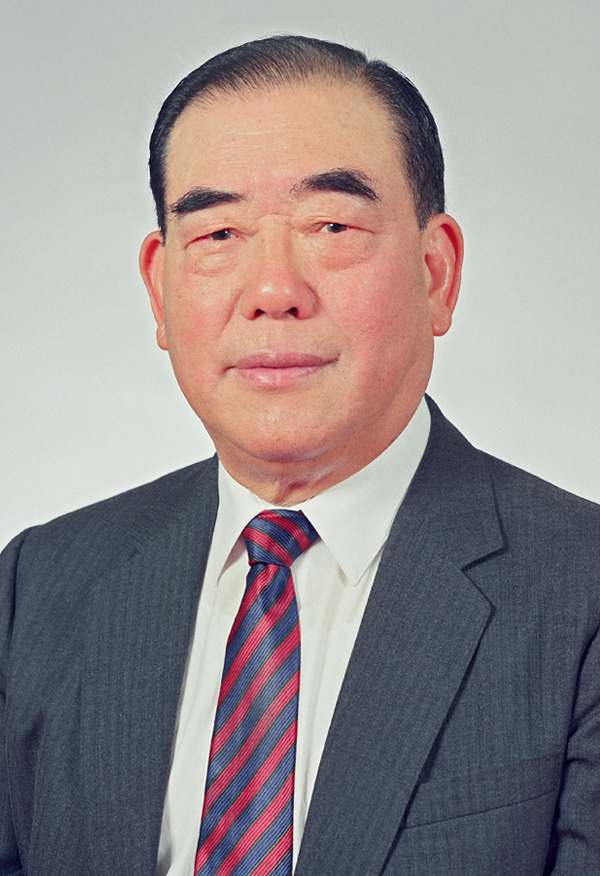
郝柏村／3月30日没

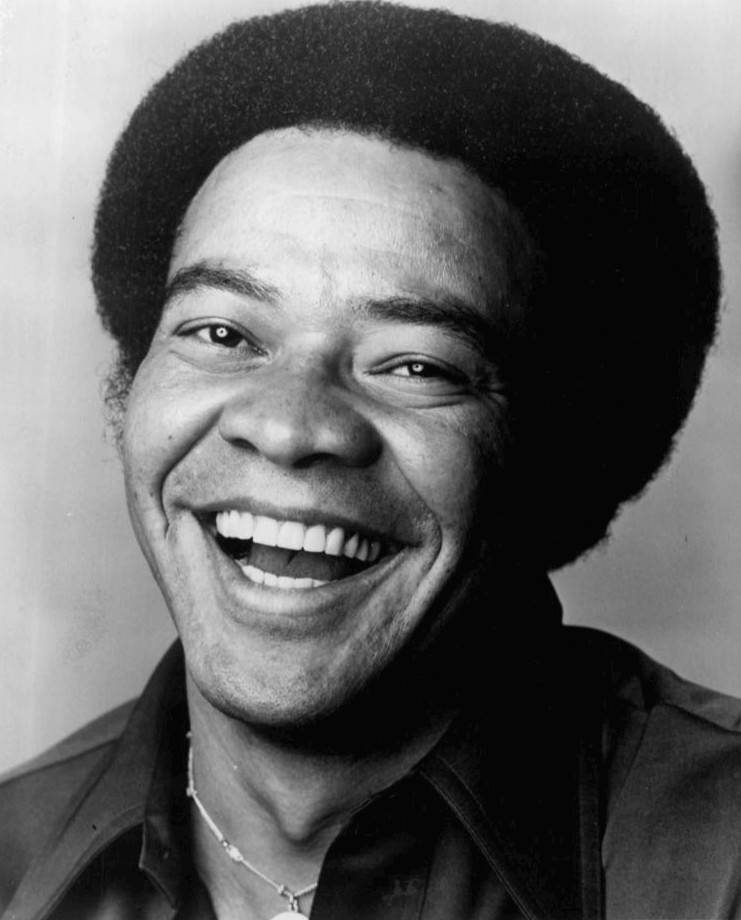
ビル・ウィザース／3月30日没

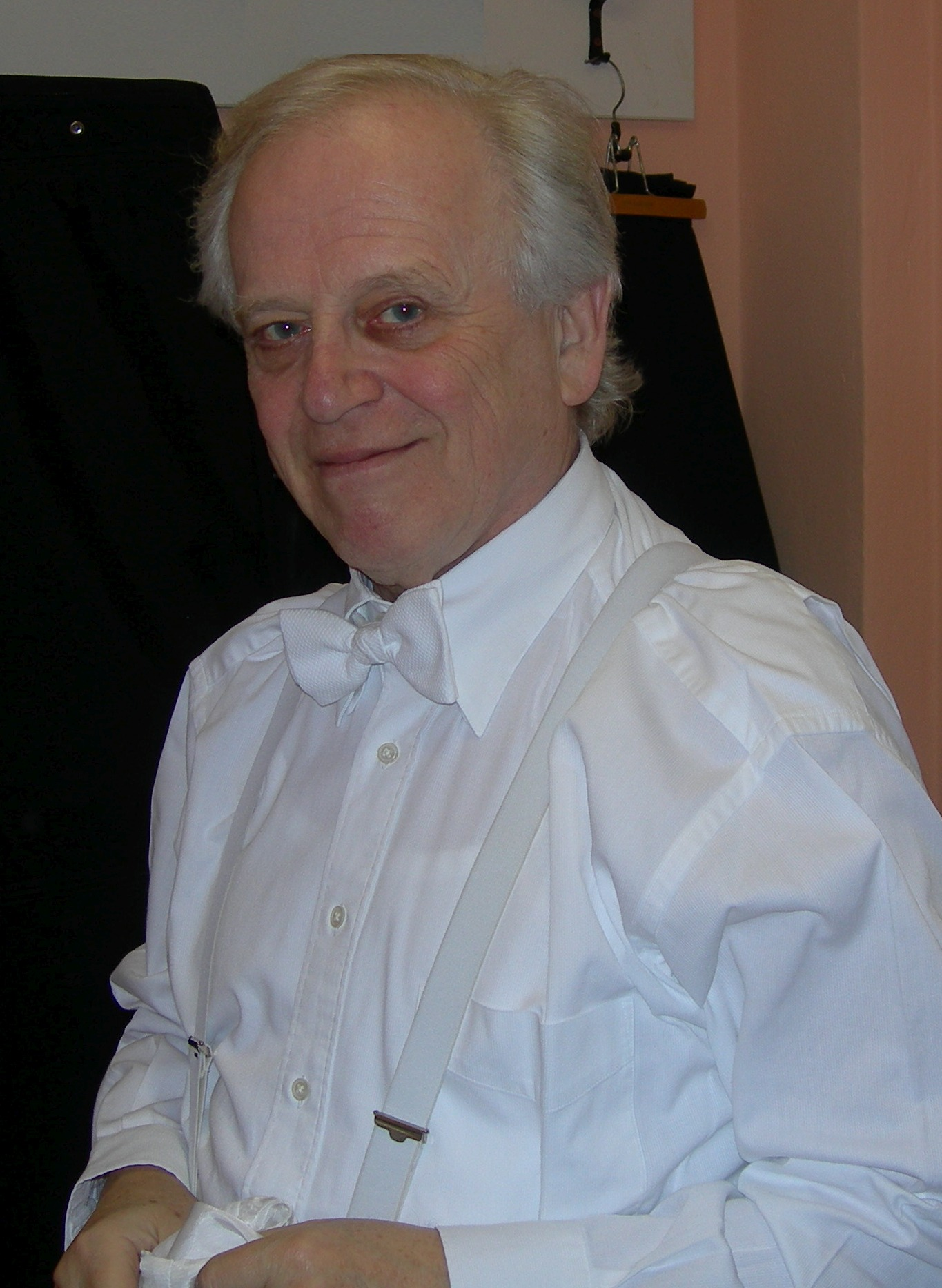
ゾルターン・ペシュコー／3月31日没

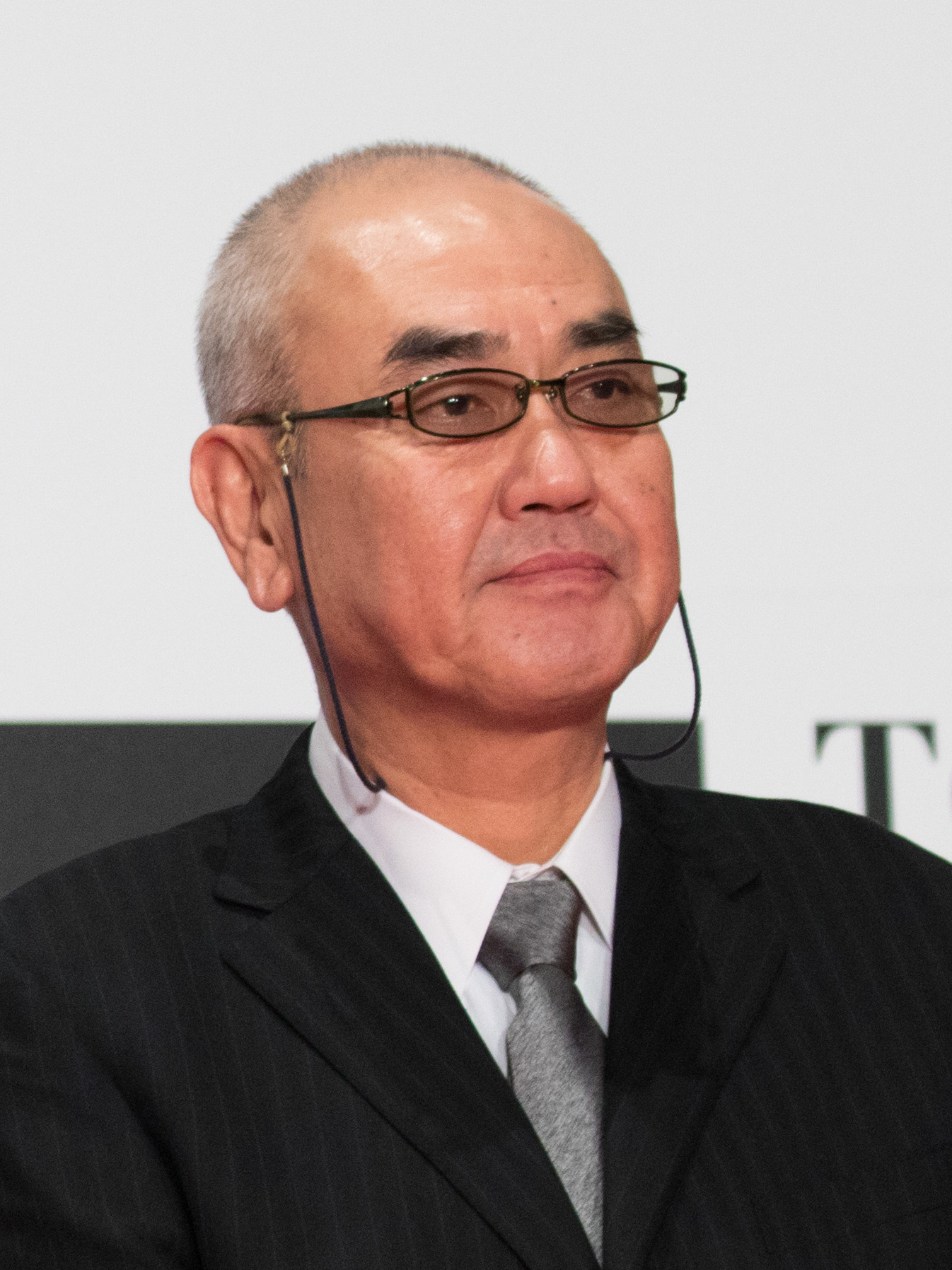
佐々部清／3月31日没

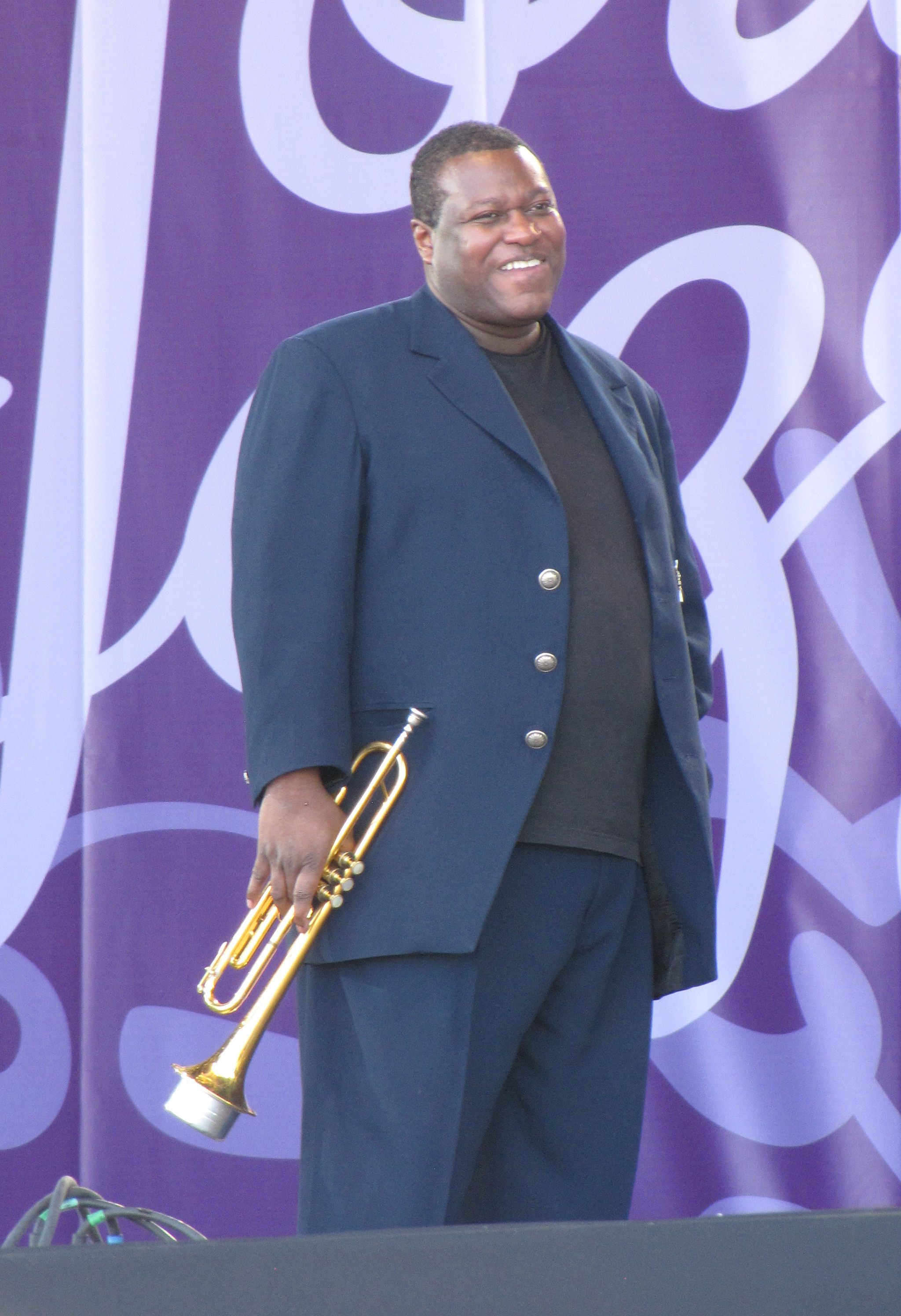
ウォレス・ルーニー／3月31日没

- 3月16日 - スチュアート・ホイットマン、アメリカ合衆国の俳優（* 1928年）[115]
- 3月16日 - 渋沢良一、日本のスポーツジャーナリスト、読売新聞社運動部記者、日本プロ野球・セントラル・リーグ元事務局長（* 1931年）[116]
- 3月16日 - ニコラ・アルフォンシ（英語版）、フランスの政治家、元上院議員・ピアナ（英語版）市長（* 1936年）[117]
- 3月16日 - ハーシェム・バトハーイェ・ゴルパーイェナギ（英語版）、イランの大アーヤトッラー、専門家会議員（* 1941年）[118]
- 3月16日 - 菱川章、日本の元プロ野球選手【中日ドラゴンズ、日拓ホームフライヤーズ所属】（* 1947年）[119]
- 3月16日 - ファリボルズ・ライスダナ（英語版）、イランの経済学者（* 1948年）[120]
- 3月16日 - サスキア・ポスト、アメリカ合衆国出身のオーストラリアの女優（* 1960年）[121]
- 3月16日 - ジェイソン・レイニー、アメリカ合衆国のギタリスト、セイクレッド・ライクメンバー（* 1967年）[122]
- 3月17日 - ジェラルド・フリードマン（英語版）、アメリカ合衆国の舞台監督、脚本家、作詞家（* 1927年）[123]
- 3月17日 - マイケル・ブロードベント（英語版）、イギリスのワイン批評家（* 1927年）[124]
- 3月17日 - 松田政男、日本の政治活動家、映画評論家（* 1933年）[125]
- 3月17日 - 大串啓二、日本の陸上競技選手、陸上競技指導者、旭化成陸上部元監督、元日本陸上競技連盟総務委員長（* 1934年）[126]
- 3月17日 - 山岸健、日本の社会学者、慶應義塾大学・大妻女子大学名誉教授（* 1934年）[127]
- 3月17日 - 加藤忠、日本の元競輪選手、1952年ヘルシンキオリンピック日本代表（* 1935年）[128]
- 3月17日 - 手島悠介、日本の児童文学作家（* 1935年）[129]
- 3月17日 - ライル・ワゴナー（英語版）、アメリカ合衆国の俳優（* 1935年）[130]
- 3月17日 - スティーヴン・シュワルツ（英語版）、アメリカ合衆国の病理学者、ワシントン大学教授（* 1942年）[131]
- 3月17日 - エドワルド・リモノフ、ロシアの思想家、政治家、新聞記者、作家、国家ボリシェヴィキ党創設者（* 1943年）[132]
- 3月17日 - ベティ・ウィリアムズ、北アイルランドの平和活動家、ノーベル平和賞受賞者（* 1943年）[133]
- 3月17日 - マヌエル・セリフォ・ナマジョ（英語版）、ギニアビサウの政治家、元暫定大統領（* 1958年）[134]
- 3月17日 - ロジャー・メイウェザー、アメリカ合衆国の元プロボクサー・指導者、元WBA世界スーパーフェザー級・WBC世界スーパーライト級王者（* 1961年）[135]
- 3月18日 - 白石司、日本の実業家、元九電工社長（* 1930年?）[136]
- 3月18日 - アルフレッド・ウォーデン、アメリカ合衆国の宇宙飛行士（* 1932年）[137]
- 3月18日 - ホアキン・ペイロ、スペインの元サッカー選手・指導者、元同国代表（* 1936年）[138]
- 3月18日 - パトリック・ノートン、ベルギーの外交官、随筆家、元駐日大使（* 1936年）[139]
- 3月18日 - ルチアーノ・フェデリーチ（イタリア語版）、イタリアの元サッカー選手（* 1938年）[140]
- 3月18日 - ムン・ジユン（朝鮮語版）、大韓民国の俳優（* 1984年）[141]
- 3月19日 - 辻トシ子、日本の元議員秘書、元益谷秀次副総理秘書官（* 1918年）[142]
- 3月19日 - レ・ミン・ダオ、ベトナム出身のアメリカ合衆国の元軍人、元ベトナム共和国軍第18師団司令官（* 1933年）[143]
- 3月19日 - 永峰俊郎、日本の実業家、元東亜紡織（現トーア紡コーポレーション）社長（* 1934年?）[144]
- 3月19日 - インノチェンツォ・ドニーナ（イタリア語版）、イタリアの元サッカー選手（* 1950年）[145]
- 3月19日 - 太田和秀、日本の機械工学者、元九州大学教授（* 1951年?）[146]
- 3月19日 - オーリュス・マブレ（英語版）、コンゴ共和国のスークースシンガー、作曲家（* 1953年）[147]
- 3月19日 - ピーター・ウィッティンガム、イングランドのサッカー選手（* 1984年）[148]
- 3月19日 - イ・チフン（朝鮮語版）、大韓民国のタレント、モデル、インターネット番組司会者（* 1988年）[149]
- 3月20日 - ヴィリギス・イェーガー（ドイツ語版）、ドイツのベネディクト会修道士、禅師（* 1925年）[150]
- 3月20日 - アマデオ・カリーソ、アルゼンチンの元サッカー選手、元同国代表（* 1926年）[151]
- 3月20日 - カルロス・ファルコ（スペイン語版）、スペインの貴族、グリニョン公爵（英語版）（* 1937年）[152]
- 3月20日 - マリノ・クアレシミン（イタリア語版）、イタリアの政治家、元ヴィチェンツァ市長（* 1937年）[153]
- 3月20日 - ケニー・ロジャース、アメリカ合衆国のカントリーミュージックシンガー（* 1938年）[154]
- 3月20日 - 楠部三吉郎、日本のアニメプロデューサー、シンエイ動画名誉会長（* 1938年）[155]
- 3月20日 - 土井尚道、日本の編集者、実業家、飛鳥新社社長（* 1945年?）[156]
- 3月20日 - 劉勵（中国語版）、中華人民共和国の医師、武漢市中心医院倫理委員会委員（* 1975年）[157]
- 3月21日 - 宮城まり子、日本の女優、歌手、ねむの木学園園長（* 1927年）[158]
- 3月21日 - ヘルムート・シュテルン（ドイツ語版）、ドイツのヴァイオリン奏者（* 1928年）[159]
- 3月21日 - 加戸守行、日本の政治家、第14・15・16代愛媛県知事、元文部省官房長（* 1934年）[160]
- 3月21日 - レイ・マンティラ（英語版）、アメリカ合衆国のパーカッショニスト（* 1934年）[161]
- 3月21日 - ビセンテ・カプデビラ（スペイン語版）、スペインの弁護士、政治家、元同国下院議員、元カタルーニャ自治州議会議員、元ルスピタレート・ダ・リュブラガート市長（* 1936年）[162]
- 3月21日 - 増岡弘、日本の声優、俳優（* 1936年）[163]
- 3月21日 - 伊井篤史、日本の声優、俳優（* 1939年）[164]
- 3月21日 - ロレンソ・サンス、スペインの実業家、レアル・マドリード元会長（* 1943年）[165]
- 3月21日 - アイリーン・バヴィエラ、フィリピンの国際政治学者、中国学者、フィリピン大学教授（* 1959年）[166]
- 3月22日 - ジェルマ・コロン、スペインの言語学者、文献学者、バーゼル大学教授（* 1928年）[167]
- 3月22日 - 白坂龍雄、日本の寄生虫学者、東京女子医科大学名誉教授（* 1929年?）[168]
- 3月22日 - 神野牧夫、日本の実業家、元石川島運搬機械（現IHI運搬機械）社長（* 1932年）[169]
- 3月22日 - チプリアン・フォイアス（英語版）、ルーマニアの数学者（* 1933年）[170]
- 3月22日 - マイク・ロンゴ、アメリカ合衆国のジャズピアニスト（* 1937年）[171]
- 3月22日 - ジュリー・フェリックス（英語版）、アメリカ合衆国出身のイギリスのフォークソングシンガー（* 1938年）[172]
- 3月22日 - エリック・ワイズバーグ（英語版）、アメリカ合衆国のバンジョー奏者、歌手（* 1939年）[173]
- 3月22日 - 金田義倫、日本の元プロ野球選手【阪急ブレーブス所属】（* 1945年）[174]
- 3月22日 - ブランコ・シカティック、クロアチアの元キックボクサー、K-1 GRAND PRIX '93王者（* 1954年）[175]
- 3月22日 - ガビ・デルガド＝ロペス（英語版）、スペイン出身のドイツのミュージシャン、DAFメンバー（* 1958年）[176]
- 3月22日 - 劉真（中国語版）、台湾の女優、ダンサー（* 1975年）[177]
- 3月22日 - イフェアニ・ジョージ（英語版）、ナイジェリアのサッカー選手、同国代表（* 1993年）[178]
- 3月22日 - やながわ理央、日本の漫画家（* 生年不明）[179]
- 3月23日 - リュシアン・セーヴ（フランス語版）、マルクス主義思想家、政治活動家（* 1926年）[180]
- 3月23日 - アルフィーオ・コンティーニ、イタリアの撮影監督（* 1927年）[181]
- 3月23日 - アルベルト・アルバシーノ、イタリアの小説家、随筆家、政治家、元同国国会議員（* 1930年）[182]
- 3月23日 - ルチア・ボゼー、イタリアの女優、元ミス・イタリア（* 1931年）[183]
- 3月23日 - 安宅夏夫、日本の文筆家、詩人（* 1934年）[184]
- 3月23日 - 宜保美恵子、日本の教育学者、琉球大学名誉教授（* 1934年?）[185]
- 3月23日 - 岡田尚壮、日本の実業家、元北國新聞社社長（* 1934年）[186]
- 3月23日 - ホセ・フォルガド、スペインの実業家、政治家、元レッド・エレクトリカ・デ・エスパーニャ社長、元同国下院議員、元トレス・カントス（英語版）市長（* 1944年）[187]
- 3月23日 - 渡辺航、日本の俳優（* 1967年）[188]
- 3月23日 - ゾロロ・マカンバ、ジンバブエのジャーナリスト（* 1990年）[189]
- 3月24日 - ジェラルド・シュルマン（英語版）、オランダ領ジャワ出身のイギリスの作曲家、指揮者（* 1924年）[190]
- 3月24日 - ヴォルフガング・マルシュナー、ドイツのヴァイオリン奏者、作曲家（* 1926年）[191]
- 3月24日 - アルベール・ユデルゾ、フランスの漫画家（* 1927年）[192]
- 3月24日 - ジョン・デイヴィス（英語版）、オーストラリアの元競泳選手、1952年ヘルシンキオリンピック200m平泳ぎ金メダリスト（* 1929年）[193]
- 3月24日 - ジョン・キャンベル＝ジョーンズ （英語版）、イギリスのレーシングドライバー（* 1930年）[194]
- 3月24日 - 坂田俊文、日本の情報工学者、東海大学名誉教授（* 1931年）[195]
- 3月24日 - マヌ・ディバンゴ、カメルーン出身のジャズサクソフォン奏者（* 1933年）[196]
- 3月24日 - アナトーリー・モクレンコ（ロシア語版）、ウクライナのバリトン歌手（* 1933年）[197]
- 3月24日 - エドワード・ター、アメリカ合衆国のトランペット奏者、音楽教師（* 1936年）[198]
- 3月24日 - テレンス・マクナリー（英語版）、アメリカの劇作家（* 1938年）[199]
- 3月24日 - トニー・ラッター（英語版）、イギリスのオートバイレーシングドライバー、マン島TTレース優勝者（* 1941年）[200]
- 3月24日 - スチュアート・ゴードン、アメリカ合衆国の映画監督（* 1947年）[201]
- 3月24日 - ビル・リーフリン、アメリカ合衆国のミュージシャン、キング・クリムゾンメンバー（* 1960年）[202]
- 3月24日 - スティーブン・ディック、イギリスの外交官、駐ハンガリー次席大使（* 1983年）[203]
- 3月24日 - 栗山百合子、日本の英文学者、修道女、元清泉女子大学理事長・学長（* 生年不明）[204]
- 3月25日 - イグナシオ・トレレス（スペイン語版）、メキシコの元サッカー選手・指導者、元同国代表監督（* 1916年）[205]
- 3月25日 - クレド・ムトワ、南アフリカ共和国のシャーマン（* 1921年）[206]
- 3月25日 - インナ・マカロワ（ロシア語版）、ロシアの女優（* 1926年）[207]
- 3月25日 - ビル・バーソロメイ（英語版）、アメリカ合衆国の球団経営者、元アトランタ・ブレーブスオーナー（* 1928年）[208]
- 3月25日 - 李実根、北朝鮮の運動家、広島県朝鮮人被爆者協議会会長（* 1929年）[209]
- 3月25日 - デット・マリアーノ（イタリア語版）、イタリアの作曲家（* 1937年）[210]
- 3月25日 - マーク・ブラム、アメリカ合衆国の俳優（* 1950年）[211]
- 3月25日 - フロイド・カルドス、インド出身のアメリカ合衆国のインド料理シェフ（* 1960年）[212]
- 3月26日 - 武井良平、日本の実業家、元帝国繊維社長（* 1926年）[213]
- 3月26日 - 伊藤玲子、日本の政治家、鎌倉市議会議員、新しい歴史教科書をつくる会監事（* 1927年）[214]
- 3月26日 - ミシェル・イダルゴ、フランスの元サッカー選手・指導者、元同国代表・代表監督（* 1933年）[215]
- 3月26日 - マリア・テレサ・デ・ボルボン＝パルマ、フランス出身の貴族、ブルボン＝パルマ家王女（* 1933年）[216]
- 3月26日 - 深田甫、日本のドイツ文学者、慶應義塾大学名誉教授（* 1934年）[217]
- 3月26日 - オーレ・ホルムキスト（スウェーデン語版）、スウェーデンのトロンボーン奏者（* 1936年）[218]
- 3月26日 - ジミー・ウィン、アメリカ合衆国の元MLB選手（* 1942年）[219]
- 3月26日 - カーリー・ニール（英語版）、アメリカ合衆国の元バスケットボール選手（* 1942年）[220]
- 3月26日 - マイケル・ソーキン、アメリカ合衆国の建築家（* 1948年）[221]
- 3月26日 - ジョン・オリアリー（英語版）、アイルランドの元プロゴルファー（* 1949年）[222]
- 3月26日 - 宗像直美、日本出身のブラジルの指揮者（* 1955年）[223]
- 3月27日 - ジョセフ・ローリー（英語版）、アメリカ合衆国の牧師、公民権運動家（* 1921年）[224]
- 3月27日 - 渡辺信夫、日本の神学者、牧師（* 1923年）[225]
- 3月27日 - ハーミド・カルイ（英語版）、チュニジアの政治家、元同国首相（* 1927年）[226]
- 3月27日 - 渡辺泰、日本のアニメ研究者（* 1934年）[227]
- 3月27日 - 泉水博、日本の元日本赤軍活動家（* 1936年）[228]
- 3月27日 - ミルナ・ドリス（イタリア語版）、イタリアのカンツォーネ歌手（* 1940年）[229]
- 3月27日 - レス・ハンター（英語版）、アメリカ合衆国の元バスケットボール選手（* 1942年）[230]
- 3月27日 - ボブ・アンディ、ジャマイカのレゲエシンガー（* 1944年）[231]
- 3月27日 - 加藤滝男、日本の登山家（* 1949年）[232]
- 3月27日 - デルロイ・ワシントン（英語版）、ジャマイカ出身のイギリスのレゲエシンガー（* 1950年）[233]
- 3月28日 - ジャン・ハワード（英語版）、アメリカ合衆国のカントリーミュージックシンガー（* 1923年）[234]
- 3月28日 - ヘルタ・テッパー、オーストリアのアルト歌手（* 1924年）[235]
- 3月28日 - 小林俊弘、日本の政治家、元長野県小諸市長（* 1931年）[236]
- 3月28日 - 堀川とんこう、日本のテレビプロデューサー、演出家（* 1937年）[237]
- 3月28日 - ウィリアム・B・ヘルムライク、アメリカ合衆国の社会学者、ニューヨーク市立大学教授（* 1943年）[238]
- 3月28日 - デヴィッド・シュラム（英語版）、アメリカ合衆国の俳優（* 1946年）[239]
- 3月28日 - 宇高通成、日本の能楽師、金剛流シテ方（* 1947年）[240]
- 3月28日 - トム・コバーン（英語版）、アメリカ合衆国の政治家、医師、元下院・上院議員（* 1948年）[241]
- 3月28日 - ロドルフォ・ゴンサレス・リソット（スペイン語版）、ウルグアイの歴史学者、政治家、元同国国防大臣（* 1949年）[242]
- 3月28日 - L・A・クヴァリス、ギリシャ出身のアメリカ合衆国のギタリスト、元ライオットメンバー（* 1954年）[243]
- 3月28日 - 李英和、日本出身の北朝鮮研究者、関西大学教授（* 1954年）[244]
- 3月28日 - 鶴嶺山宝一、日本の元大相撲力士、【井筒部屋所属】（* 1959年）[245]
- 3月28日 - オーランド・マクダニエル、アメリカ合衆国の元NFL選手（* 1960年）[246]
- 3月28日 - トーマス・シェーファー（英語版）、ドイツの政治家、ヘッセン州財務官（* 1966年）[247]
- 3月29日 - フィリップ・アンダーソン、アメリカ合衆国の物理学者、プリンストン大学教授、ノーベル物理学賞受賞者（* 1923年）[248]
- 3月29日 - ユーリー・ボンダレフ（ロシア語版）、ロシアの作家（* 1924年）[249]
- 3月29日 - クシシュトフ・ペンデレツキ、ポーランドの作曲家、指揮者（* 1933年）[250]
- 3月29日 - ジャン＝ルイ・ロワ、スイスの映画監督（* 1938年）[251]
- 3月29日 - 沢木泰彦、日本の有機化学者、名古屋大学名誉教授（* 1939年）[252]
- 3月29日 - 入子文子、日本のアメリカ文学者、元関西大学教授（* 1942年）[253]
- 3月29日 - パトリック・ドヴジャン（フランス語版）、フランスの政治家、元アントニー市長（* 1944年）[254]
- 3月29日 - ホセ・ルイス・カポン、スペインの元サッカー選手、元同国代表（* 1948年）[255]
- 3月29日 - 志村けん、日本のコメディアン、お笑いタレント、司会者、ザ・ドリフターズのメンバー（* 1950年）[256]
- 3月29日 - アラン・メリル、アメリカ合衆国のミュージシャン、シンガーソングライター（* 1951年）[257]
- 3月29日 - 山本博文、日本の歴史学者、東京大学大学院情報学環・史料編纂所教授（* 1957年）[258]
- 3月29日 - ジョー・ディフィー（英語版）、アメリカ合衆国のカントリーミュージックシンガー（* 1958年）[259]
- 3月30日 - 郝柏村、台湾の元軍人、政治家、元国防部部長、元行政院長（* 1919年）[260]
- 3月30日 - マノリス・グレゾス（英語版）、ギリシャの元レジスタンス運動家、政治家、元同国国会議員・欧州議会議員（* 1922年）[261]
- 3月30日 - 桜井修、日本の銀行家、元住友信託銀行（現三井住友信託銀行）社長（* 1927年）[262]
- 3月30日 - ルイーズ・エブレル（フランス語版）、フランスのシャンソン歌手（* 1932年）[263]
- 3月30日 - トミー・デ・パオラ（英語版）、アメリカ合衆国の児童文学作家（* 1934年）[264]
- 3月30日 - ビル・ウィザーズ、アメリカ合衆国のソウル歌手（* 1938年）[265]
- 3月30日 - ジョアキム・ヨンビ＝オパンゴ、コンゴ共和国の軍人、政治家、元同国大統領・首相（* 1939年）[266]
- 3月30日 - ウィルヘルム・バーマン（英語版）、ドイツ出身のアメリカ合衆国のダンサー（* 1939年）[267]
- 3月30日 - 加門亮、日本の演歌歌手（* 1958年）[268]
- 3月31日 - 宮島傳兵衞、日本の実業家、元宮島醤油社長（* 1922年）[269]
- 3月31日 - ライマール・リュスト（英語版）、ドイツの天体物理学者、元マックス・プランク研究所所長・欧州宇宙機関会長（* 1923年）[270]
- 3月31日 - アブドゥル＝ハリーム・ハッダーム（英語版）、シリアの政治家、元大統領代行、元副大統領、元外相（* 1932年）[271]
- 3月31日 - 中田武志、日本の政治家、元岡山県倉敷市長（* 1933年?）[272]
- 3月31日 - ゾルターン・ペシュコー、ハンガリーの指揮者、作曲家（* 1937年）[273]
- 3月31日 - アンドリュー・ジャック（英語版）、アメリカ合衆国の俳優、方言指導者（* 1944年）[274]
- 3月31日 - ヘッジモン・ルイス（英語版）、アメリカ合衆国の元プロボクサー（* 1946年）[275]
- 3月31日 - 柴田浩一、日本の音楽プロデューサー、ラジオパーソナリティ、横浜ジャズプロムナードディレクター（* 1946年）[276]
- 3月31日 - パペ・ディウフ（フランス語版）、セネガルのジャーナリスト、元オリンピック・マルセイユ会長（* 1951年）[277]
- 3月31日 - 佐々部清、日本の映画監督（* 1958年）[278]
- 3月31日 - クリスティーナ、アメリカ合衆国の歌手（* 1959年）[279]
- 3月31日 - ウォレス・ルーニー、アメリカ合衆国のジャズトランペット奏者（* 1960年）[280]